# Pintura italiana del Museo del Prado

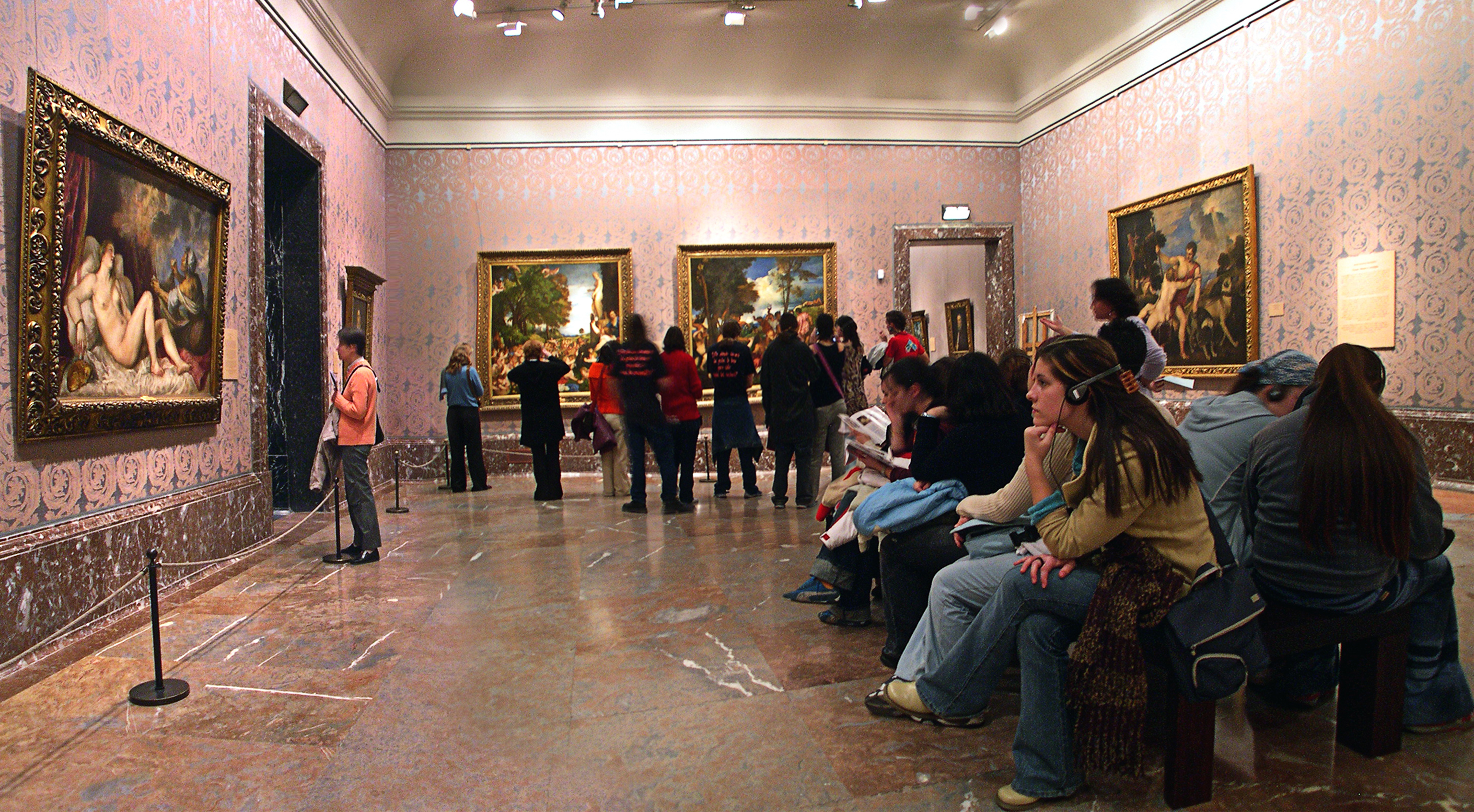
La sala 61B cuando exhibía varias de las más destacadas obras de Tiziano del museo.

La sección de pintura italiana del Museo del Prado es la segunda en importancia de la institución, solo por detrás de la española, tanto por su cantidad —más de mil obras, en su gran mayoría procedentes de la Colección Real— como por su calidad.

## Historia

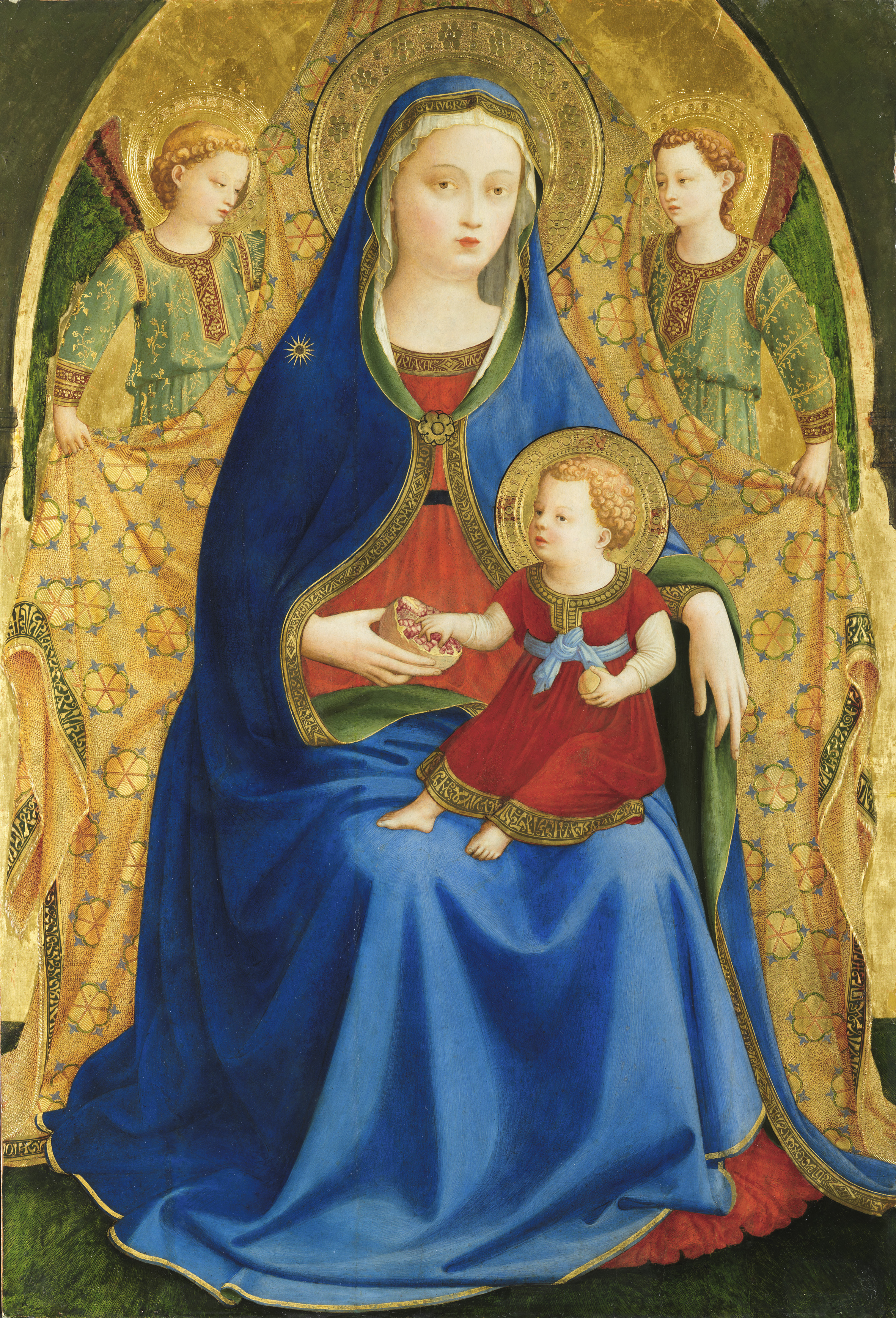
La Virgen de la granada, de Fra Angelico, la incorporación más importante a la colección de pintura italiana del Prado en el último medio siglo.

A pesar de que ya en tiempos de Juan II de Castilla la literatura italiana tuvo gran influencia en España, las novedades en el campo de las artes plásticas llegaron en cambio con retraso, siendo su presencia hasta el siglo XVI muy escasa. Ello fue debido en gran parte a la predilección tanto del propio rey como de su hija, Isabel la Católica, por la pintura flamenca, y es la causa de que la colección de primitivos italianos del museo sea muy reducida.
Los principales coleccionistas fueron los reyes de la Casa de Austria, que adquirieron para sus colecciones abundante pintura romana del XVI y sobre todo de autores de la escuela veneciana de ese mismo siglo, como Tiziano, que estuvo al servicio de Carlos V y Felipe II. También formaron importantes colecciones muchos de los virreyes y embajadores que sirvieron a la Corona en Italia. Por su parte, Felipe IV amplió la colección de pintura italiana reuniendo ejemplos tan destacados como varias obras maestras de Rafael o El Tránsito de la Virgen de Andrea Mantegna. Con Felipe V, monarca español desde 1700 y perteneciente a la francesa Casa de Borbón, se produjo un cambio de gusto, que pasa a inclinarse hacia el clasicismo, representado por artistas como Annibale Carracci, Guido Reni o Carlo Maratta.
Salvo La Anunciación de Fra Angelico -trasladada en 1861 desde el Monasterio de las Descalzas Reales gracias a las gestiones realizadas por el pintor y director del Prado Federico Madrazo- y el ya citado Mantegna, el resto de pintura italiana primitiva se incorporó al Museo del Prado gracias a las compras y las donaciones realizadas a lo largo del siglo XX, como la de Cambó, quien donó un conjunto de siete pinturas del siglo XV, entre ellas, tres paneles de La historia de Nastagio degli Onesti de Sandro Botticelli.
En 2016 se ha incorporado una de las obras maestras de Fra Angelico, La Virgen de la granada, comprada por el museo a la Casa de Alba y que perteneció a dicha familia desde su adquisición en 1817 por parte de Carlos Miguel Fitz-James Stuart y Silva, XIV duque de Alba. En la operación también se incluyó la donación por parte del actual duque de Alba, Carlos Fitz-James Stuart y Martínez de Irujo, de una predela con la escena del funeral de san Antonio Abad, recientemente atribuida asimismo a Fra Angelico.

### Primitivos

#### Trecento

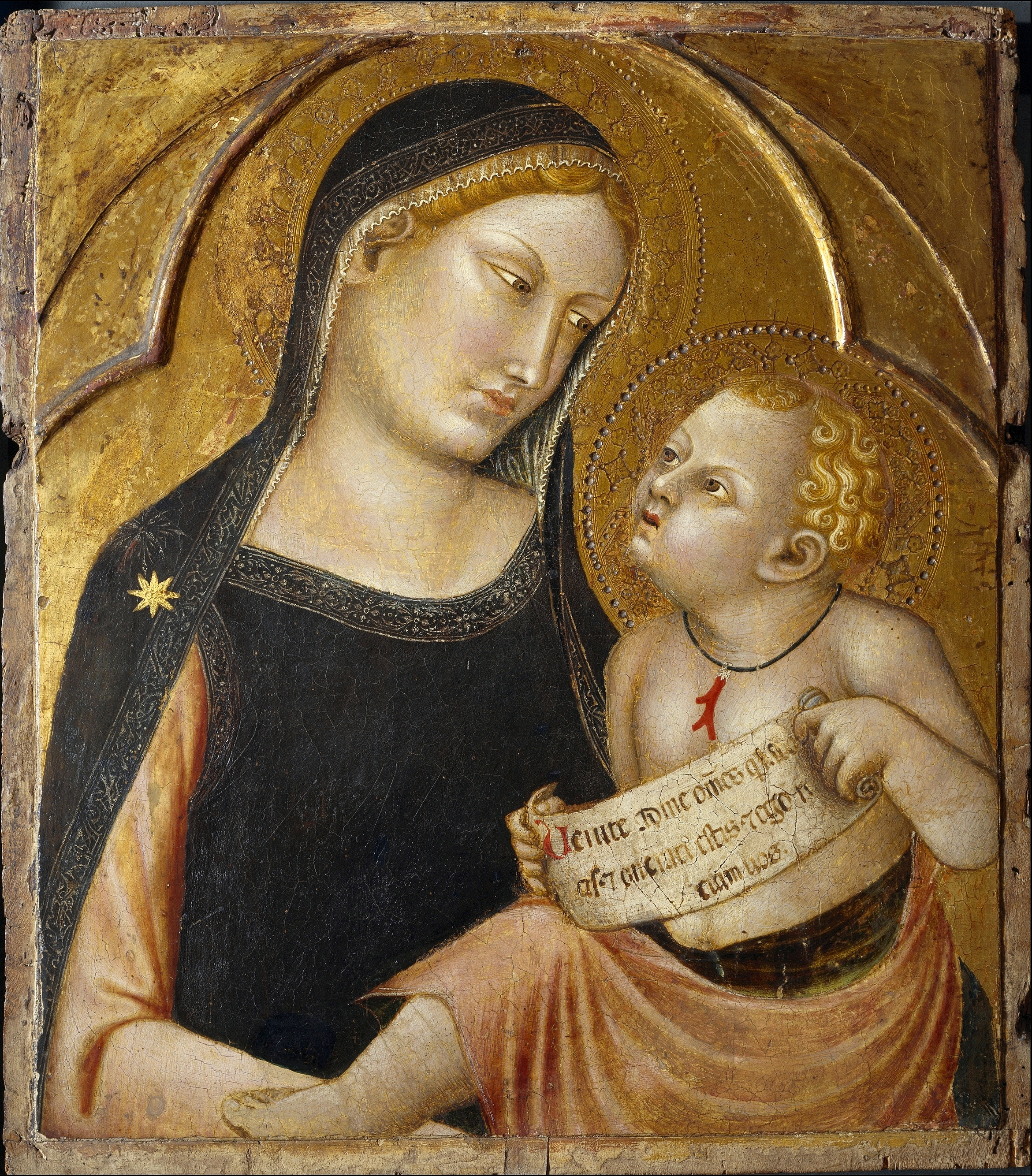
La Virgen con el Niño, de Francesco Traini.

Son muy escasas las obras correspondientes al Trecento, y las existentes corresponden a autores considerados menores, como Francesco Traini, con una magnífica Virgen con el Niño, obra excepcional por su origen, puesto que procede de la Colección Real, en la que era el único ejemplo de pintura italiana anterior a 1450; o dos tablas atribuidas inicialmente a Taddeo Gaddi pero que actualmente se consideran de la mano del llamado Maestro de la Madonna de la Misericordia.

#### Quattrocento

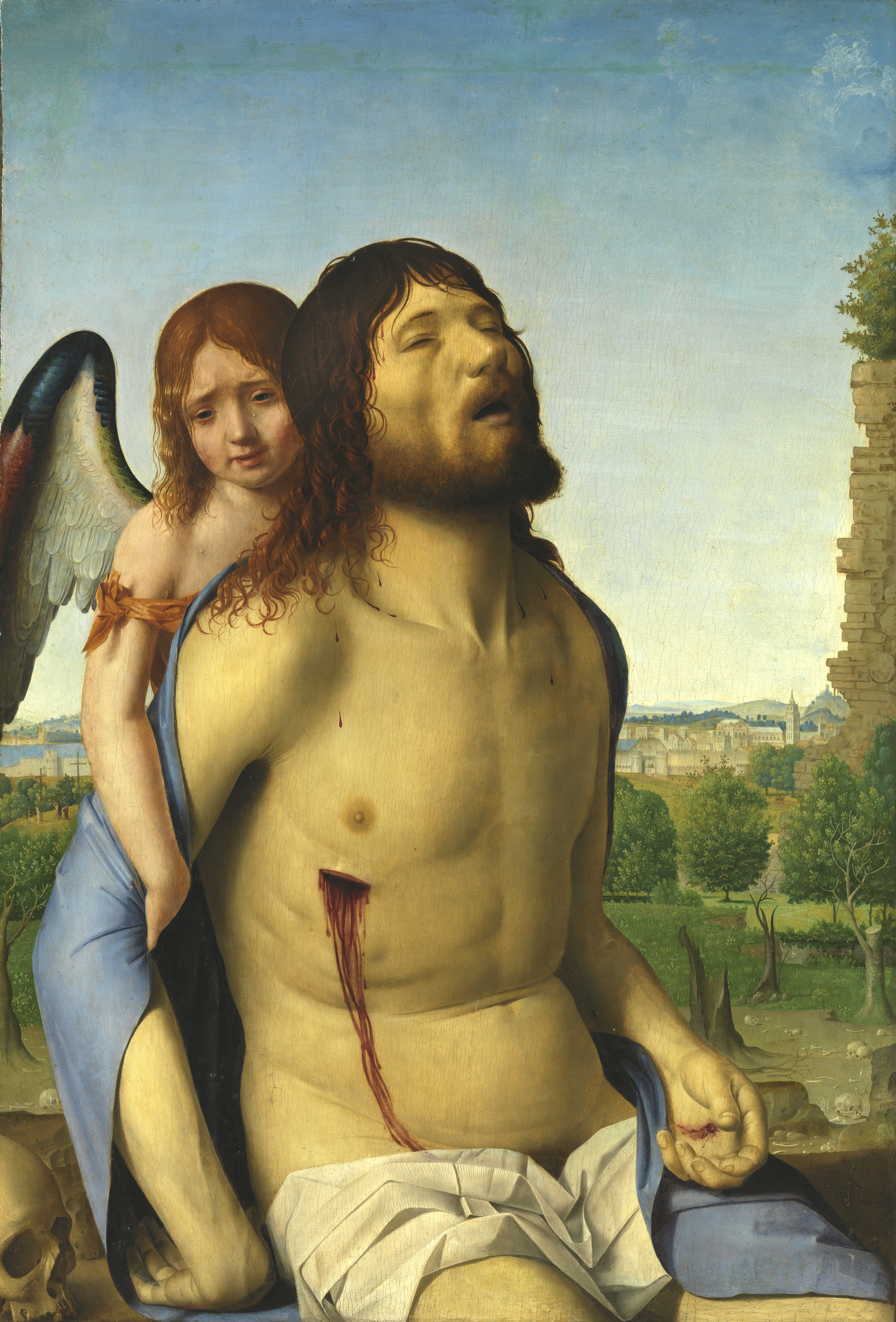
Cristo muerto, sostenido por un ángel, 1475-1476, de Antonello da Messina.

El Quattrocento está escasamente representado, pese a lo cual varias de las pocas obras de este periodo que guarda el Prado son obras maestras. Así, La Anunciación y la Virgen de la granada, ambas de Fra Angelico (a las que se suma la pequeña tabla de predela Funeral de san Antonio Abad). De la donación de Cambó (1941) proceden tres de las cuatro tablas de La historia de Nastagio degli Onesti de Sandro Botticelli (basadas en el Decamerón de Boccaccio), Las siete artes liberales de Giovanni dal Ponte, y un Ángel músico tenido durante años por una imitación de Melozzo da Forlì, pero que actualmente se considera una copia del siglo XV.
De la Colección Real procede el ya citado El tránsito de la Virgen de Mantegna, mientras que del desaparecido Museo de la Trinidad se incorporó un tríptico de Antoniazzo Romano, de quien también posee el museo una Virgen con el Niño. En 1965 ingresó un ejemplo extraordinario, Cristo muerto sostenido por un ángel del siciliano afincado en Venecia Antonello da Messina, tras ser adquirido a una colección particular.
También hay que citar dos tablas alegóricas de Amico Aspertini y su hermano Guido, El rapto de las sabinas y La continencia de Escipión, así como La Virgen y el Niño entre dos santas, obra de Giovanni Bellini aunque con amplia participación de taller, San Antonio Abad meditando, de Giovanni Agostino da Lodi, San Francisco de Asís, de Francesco Francia, y La Virgen y san José adorando al Niño, de Gian Francesco de' Maineri.

### Cinquecento

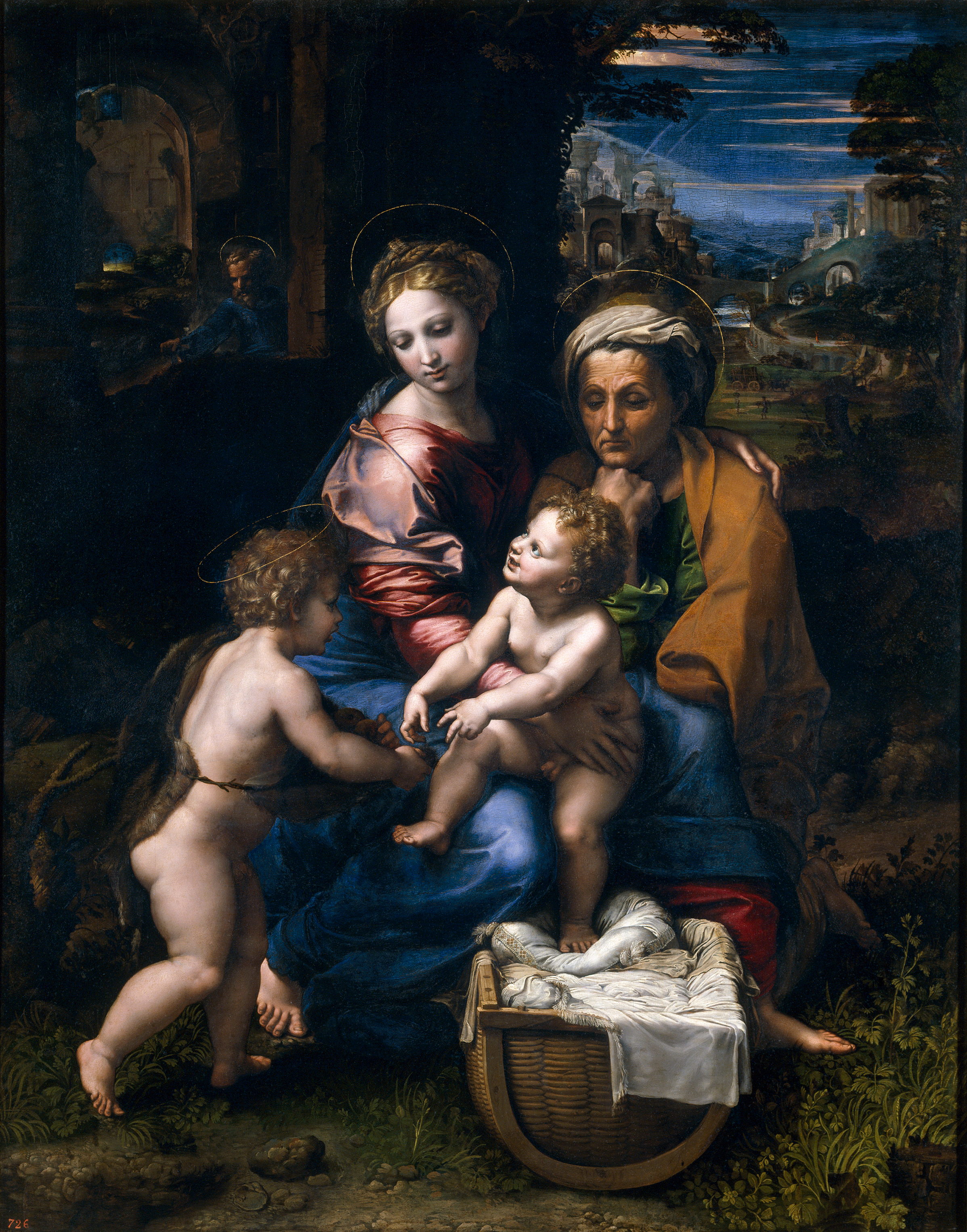
Sagrada Familia, llamada «La Perla», una de las siete obras de Raffaello que posee el Prado —más otra diseñada por él y ejecutada enteramente por sus ayudantes—.

Una de las colecciones más destacadas de la pintura italiana es la de Rafael Sanzio, representada por siete pinturas, entre ellas, la Sagrada Familia del cordero, la Virgen del pez, el Retrato de cardenal o la Sagrada Familia, llamada «La Perla» (apelativo que se debe a que Felipe IV la calificó como «la perla» de su colección). A ellas se suma La Visitación, diseñada por el maestro y ejecutada por Giulio Romano y Giovanni Francesco Penni, que también intervinieron en mayor o menor medida en otras obras del urbinate pertenecientes al Prado. Del Alto Renacimiento hay también obras de Bernardino Luini, Giampietrino, Domenico Puligo, y una singular copia de La Gioconda de Leonardo da Vinci, realizada a la par que el original por un miembro de su taller con la autorización y bajo la supervisión del maestro.
Pero la presencia más significativa italiana en el Prado es, sin duda, la de la escuela veneciana del siglo XVI, encarnada en su exponente máximo, Tiziano, además de en Paolo Veronese y Tintoretto. De Tiziano se conserva la que de lejos es la más numerosa colección del mundo, con obras como El emperador Carlos V en Mühlberg, la Ofrenda a Venus y La bacanal de los andrios, encargadas las dos últimas por el duque de Ferrara Alfonso I d'Este para su Camerino d'alabastro, del cual el museo también posee uno de los diez lienzos de Dosso Dossi que componían el friso, Eneas y las harpías, el único de los siete localizados hasta la fecha que mantiene su formato original, sin recortar.

Carlos V en la Batalla de Mühlberg, de Tiziano.

Otro señero conjunto tizianesco representado en el museo es el de las poesie (poesías), que Felipe II encargó al pintor cadorino. En contra de lo que se pueda pensar, el desnudo femenino fue un tema frecuente en la Colección Real, en ocasiones usando el subterfugio de presentarlo bajo la apariencia de escenas religiosas (Adán y Eva de Tiziano, Magdalena penitente y Susana y los viejos de Veronese). Aunque no se han encontrado documentos que lo prueben, se cree que Felipe II tenía un camerino, que se supone estaba localizado en el Real Alcázar de Madrid, para el que se habrían creado las poesie. Esta serie constaba de seis obras, aunque hubo otras dos que aparentemente nunca fueron enviadas, Medea y Jasón y Acteón destrozado por los perros. De ellas, la única que permanece en España es la del Prado, Venus y Adonis. Posteriormente se les unieron, en diferentes ubicaciones, otras telas incorporadas en especial durante el reinado de Felipe IV, como Venus recreándose en la música, Venus recreándose con el Amor y la Música, Dánae recibiendo la lluvia de oro (la versión adquirida por Velázquez en su primer viaje a Italia) o la citada La bacanal de los andrios, todas ellas del mismo Tiziano, además de Venus y Adonis de Veronese, entre otras.
De Tintoretto se muestran obras muy representativas, como El Lavatorio, El rapto de Helena (antes conocido como Episodio de una batalla entre turcos y cristianos) o El caballero de la cadena de oro; mientras que de Paolo Veronese se exhiben Jesús entre los doctores o Moisés salvado de las aguas del Nilo, entre otros. También hay una rica colección de los Bassano (Jacopo y sus hijos Francesco y Leandro), muy apreciados en época de los Habsburgo. Del periodo final del Cinquecento veneciano destacan los cinco óleos de Palma il Giovane.
Dentro del manierismo, aparte del mencionado Tintoretto, el Museo cuenta con varias pinturas de Parmigianino, Bronzino, Carlo Portelli, Marco Pino, Bernardino India y Francesco Salviati, además de otras de los precursores Andrea del Sarto, Correggio, Federico Barocci y Sebastiano del Piombo (tres a las que se une una cuarta en depósito de la casa de Medinaceli), y de la contramaniera dos obras de Jacopo Ligozzi.

### Seicento

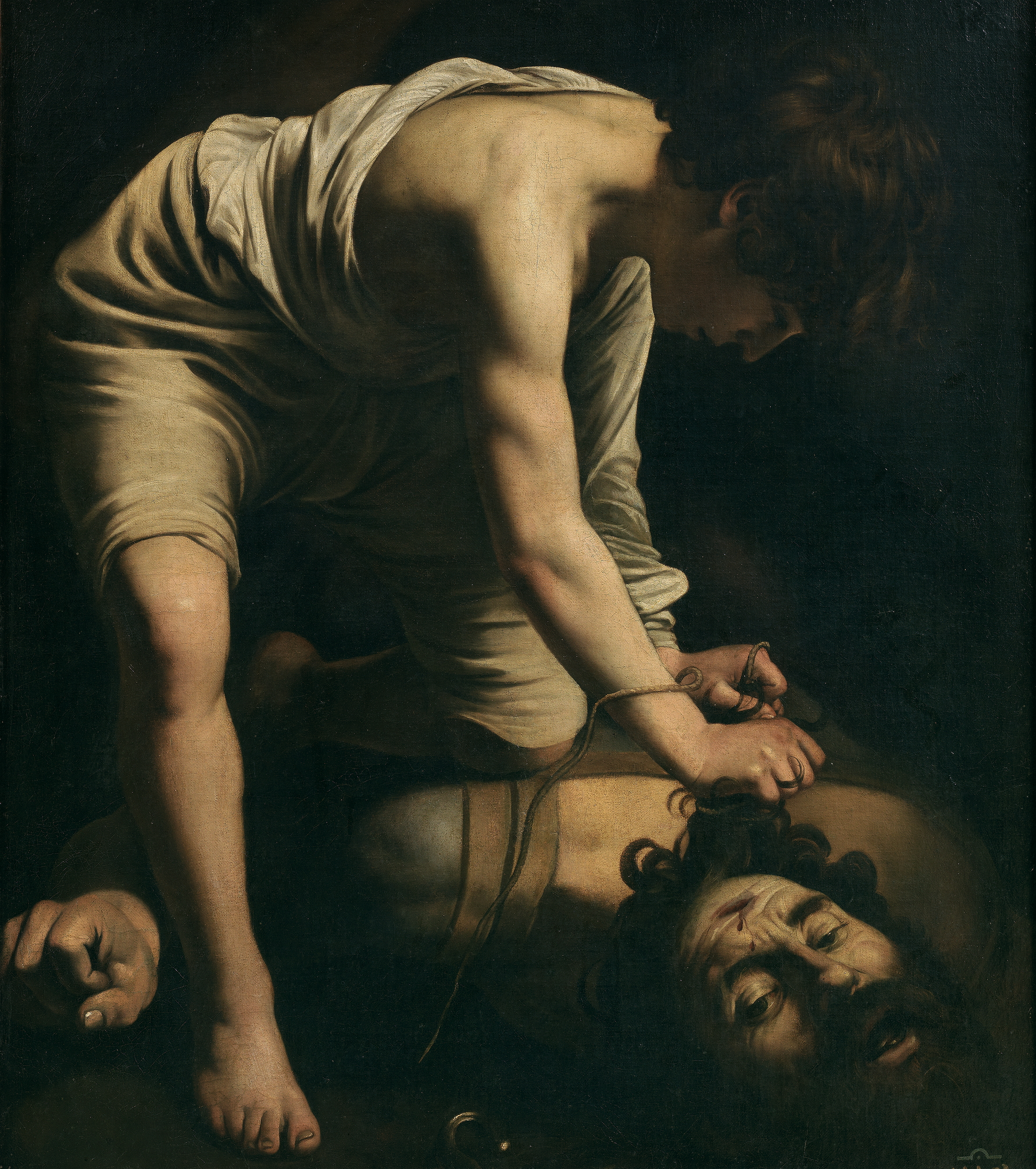
David vencedor de Goliat (Caravaggio).

La pintura barroca italiana constituye uno de los núcleos más compactos del Prado, por la variedad de artistas y la calidad de las obras que se pueden contemplar. Las dos grandes tendencias pictóricas de la época, el tenebrismo y el clasicismo boloñés, cuentan con buenas colecciones, en cuanto a la primera comenzando por el iniciador Caravaggio (David vencedor de Goliat) y sus seguidores (en mayor o menor grado), como Orazio Gentileschi (Moisés salvado de las aguas), su hija Artemisia Gentileschi, Giovanni Battista Caracciolo (llamado Battistello), Giovanni Serodine o Bernardo Cavallino.
La presencia del clasicismo boloñés es asimismo nutrida, con cuadros de Annibale Carracci (Venus, Adonis y Cupido, Asunción de María), Domenichino, Guido Reni (Hipómenes y Atalanta), Guercino, Alessandro Turchi, Giovanni Lanfranco y Giovanni Domenico Cerrini. Incluso la tendencia del barroco decorativo cuenta con un singular ejemplo de Pietro da Cortona, La Natividad, para cuyo soporte utilizó una pasta vítrea llamada venturina, y el muy numeroso grupo de obras de Luca Giordano, que trabajó en España para el rey Carlos II.

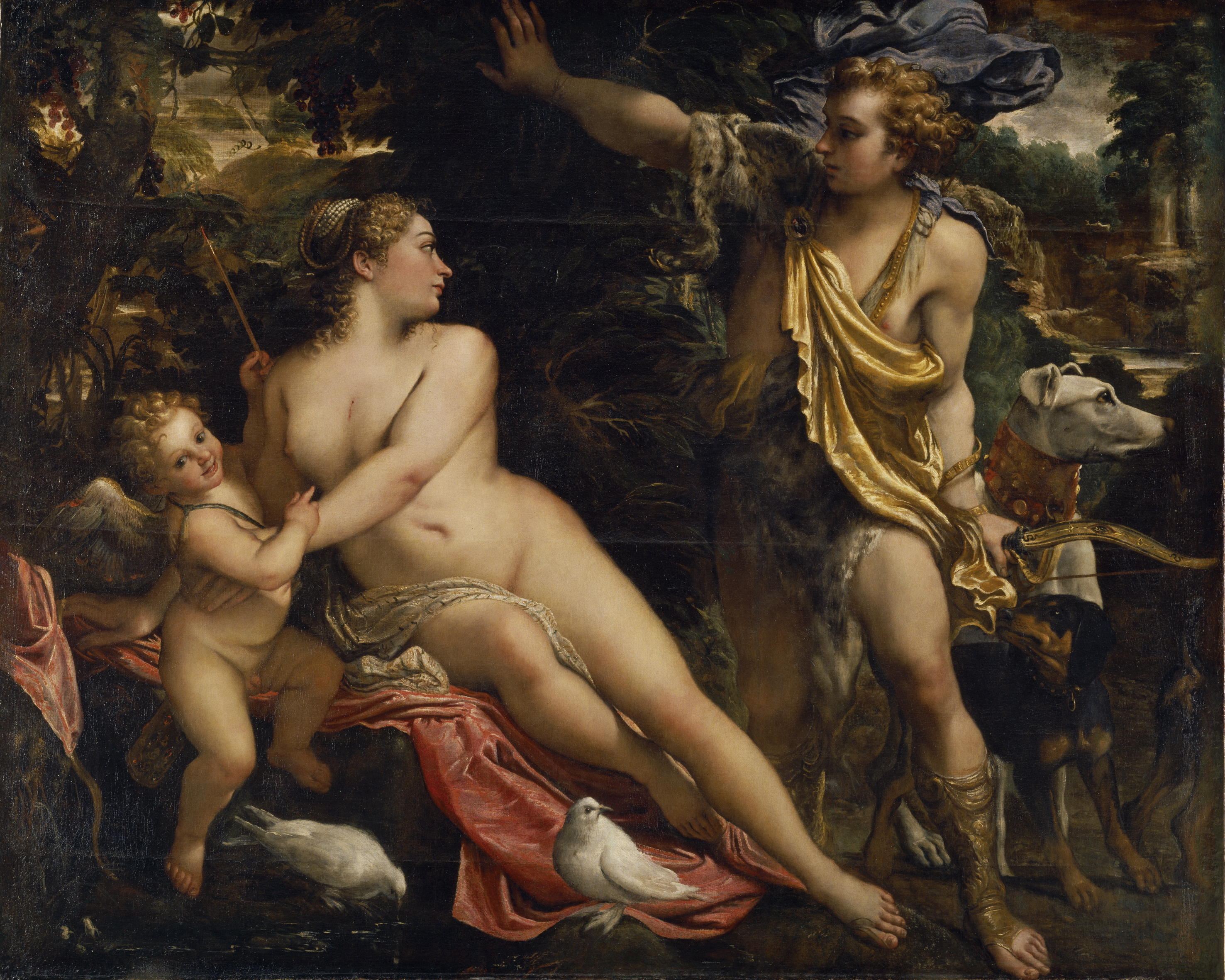
Venus, Adonis y Cupido, de Annibale Carracci.

A pesar de haber permanecido el Milanesado durante todo el siglo bajo dominio español, la representación de la pintura lombarda es en cambio exigua, limitándose a un reducido número de ejemplos, aunque muchos de ellos de elevada calidad, de artistas como Giulio Cesare Procaccini, el más sobresaliente de esta escuela en ese periodo (en 2013 se sumó una destacada obra suya, La Oración en el huerto), Pier Francesco Mazzucchelli, il Morazzone, Giovanni Battista Crespi, il Cerano, Daniele Crespi, Carlo Ceresa, Tanzio da Varallo o Francesco Cairo.
A todo lo señalado cabe añadir los ejemplos de otros importantes autores barrocos, como Francesco Furini, Salvator Rosa, Orazio Borgianni, Michelangelo Cerquozzi, Mattia Preti, Andrea Sacchi, Carlo Maratta, Massimo Stanzione, Andrea Vaccaro, Bernardo Strozzi, Gioacchino Assereto, Simone Cantarini, il Pesarese, Paolo Domenico Finoglia, Alessandro Magnasco, Bartolomeo Cavarozzi, Pietro Novelli, il Monrealese, Tommaso Salini o Giacinto Brandi.

### Settecento

La Inmaculada Concepción, de Giambattista Tiepolo.

La figura de Giambattista Tiepolo cierra el sugestivo capítulo de la pintura italiana en el Prado, junto a otros artistas que como él llegaron a España para decorar el nuevo Palacio Real de Madrid, como su hijo Giandomenico y Corrado Giaquinto. Todos ellos cuentan con una estimable, en calidad y cantidad, representación. También hay un conjunto de pasteles de notable calidad del menor de los hijos de Giambattista, Lorenzo Tiepolo, aunque en la actualidad ya no están inventariados como pinturas sino como dibujos.
Tristemente, faltan ejemplos de vedutistas como Canaletto y Francesco Guardi, bien representados en el vecino Museo Thyssen-Bornemisza, aunque el Prado sí posee piezas de Antonio Joli, Gaspare Vanvitelli (Caspar van Wittel) y Francesco Battaglioli. Y dentro del campo del capricho arquitectónico (vedute ideate), un grupo de pinturas de Giovanni Paolo Pannini así como una de Leonardo Coccorante.
En el campo de la pintura costumbrista, que adquirió gran auge en Venecia hacia la mitad del siglo, tampoco hay obras de los maestros más renombrados, el tardobarroco Giacomo Ceruti y los rococós Pietro Longhi y Giambattista Piazzetta, igualmente presentes en el Thyssen (si bien el último no con una escena de género sino con un retrato), pero sí se cuenta con tres lienzos, de reciente adquisición (1978, 1980 y 1989), del pintor nacido en Austria Giacomo Francesco Cipper, il Todeschini.
Otros artistas del Settecento con obra en la pinacoteca son Jacopo Amigoni, Pompeo Batoni, Giuseppe Bonito, Francesco Celebrano, Giambettino Cignaroli, Leonardo Coccorante, Giovanni Battista Colombo, Sebastiano Conca, Michele Foschini, Giovanni Maria delle Piane, il Molinaretto, Mariano Nani, Giuseppe Nogari, Michele Pagano, Giuseppe Antonio Petrini, Andrea Procaccini, Francesco Sasso, Benedetto Luti y Andrea Torresani.

## Pintores representados (lista no completa)
Los años de adquisición anteriores a 1819 hacen referencia al ingreso en la Colección Real. 
| Nombre                                                 | Año de nacimiento | Año de defunción  | Número de obras | Años de adquisición   | Imagen | Observaciones | Referencias             |
| ------------------------------------------------------ | ----------------- | ----------------- | --------------- | --------------------- | --- | --- | ----------------------- |
| Albani, Francesco                                      | 1578              | 1660              | 2               |                       | | | [ 12 ]                  |
| Alberti, Durante                                       | 1556 (c.)         | 1623              | 1               |                       | "San Francisco intercede ante la Virgen por una familia". Óleo sobre lienzo, 209 × 167 cm, finales del siglo&nbsp;XVI | Asignada en 2024 por Gonzalo Redín | [ 13 ]                  |
| Allori, Alessandro                                     | 1535              | 1607              | 3               |                       | | | [ 14 ]                  |
| Allori, Cristofano                                     | 1577              | 1621              | 2               |                       | | | [ 15 ]                  |
| Angelico (Fra) (Guido di Pietro da Mugello)            | 1395-1400 (c.)    | 1455              | 3               | 2016 (2)              | | | [ 16 ] [ 2 ]            |
| Arpino, Cavalier d' (Giuseppe Cesari)                  | 1568              | 1640              | 2               |                       | | | [ 17 ]                  |
| Assereto, Gioacchino                                   | 1600              | 1649              | 1               |                       | | Asignada a Assereto por Roberto Longhi, antes estaba atribuida a Juan de Roelas | [ 18 ]                  |
| Badile, Antonio                                        | 1518              | 1560              | 2               |                       | "Dama desconocida". Óleo sobre lienzo, 110 × 93 cm, 1550-1560                                                         | Una de atribución dudosa | [ 19 ]                  |
| Baldrighi, Giuseppe                                    | 1722              | 1803              | 2               |                       | | Una no es segura, aunque sí muy probable | [ 20 ] [ 21 ]           |
| Barbazza, Antonio Giuseppe                             | 1722              | 1783              | 1               | 1870                  | | | [ 22 ]                  |
| Barocci, Federico                                      | 1535              | 1612              | 2               |                       | | | [ 23 ]                  |
| Bassano, Jacopo (Jacopo da Ponte)                      | 1510 (c.)         | 1592              | 8               |                       | | Dos de ellas en colaboración con su hijo Francesco Otra sin identificar | [ 24 ] [ 25 ] [ 26 ]    |
| Batoni, Pompeo Girolamo                                | 1708              | 1787              | 2               |                       | | Proceden de la carga de la fragata corsaria británica Westmorland, apresada por la Armada Francesa en el Mediterráneo en 1778 y seguidamente conducida al Puerto de Málaga             | [ 27 ] [ 28 ]           |
| Bellini, Giovanni                                      | 1431 / 1436       | 1516              | 1               |                       | | | [ 29 ]                  |
| Bellis, Antonio de                                     | 1630 (fl.)        | 1660 (fl.)        | 3               | 1969 (2) y 2000       | | Dos de ellas atribuidas, antes adscritas a Cavallino | [ 30 ]                  |
| Belvedere, Andrea                                      | 1652              | 1732              | 4               |                       | | | [ 31 ]                  |
| Bernini, Gian Lorenzo                                  | 1598              | 1680              | 1               |                       | | Atribución no unánime | [ 32 ]                  |
| Bianchi, Isidoro                                       | 1581              | 1662              | 1               |                       | | | [ 33 ]                  |
| Bombelli, Pietro Leone                                 | 1737              | 1809              | 1               | 1940                  | | | [ 34 ]                  |
| Bonesi, Giovanni Girolamo                              | 1653              | 1725              | 1               |                       | "El baño de Betsabé". Óleo sobre lienzo, 185 × 240 cm, 1700 (c.). Depositada en la Universidad de Barcelona           | Atribuida Asignada en 2022 por Rafael Japón | [ 35 ]                  |
| Bonito, Giuseppe                                       | 1707              | 1789              | 4               | 2014 (1)              | | | [ 36 ] [ 37 ]           |
| Borgianni, Orazio                                      | 1575 (c.)         | 1616              | 4               | 1984 (1) y 1988 (1)   | | Una de atribución dudosa | [ 38 ]                  |
| Botticelli, Sandro (Alessandro Filipepi)               | 1444 / 1445       | 1510              | 3               |                       | | | [ 39 ]                  |
| Brandi, Giacinto                                       | 1621              | 1691              | 1               |                       | | Atribuida | [ 40 ]                  |
| Bronzino (Agnolo Tori, Agnolo di Cosimo)               | 1503              | 1572              | 1               |                       | | | [ 41 ]                  |
| Cairo, Francesco                                       | 1607              | 1665              | 1               |                       | | | [ 42 ]                  |
| Camassei, Andrea                                       | 1602              | 1649              | 1               |                       | | | [ 43 ]                  |
| Campi, Antonio                                         | 1524              | 1587              | 1               | 1664                  | | | [ 44 ]                  |
| Cantarini, Simone (il Pesarese)                        | 1612              | 1648              | 1               |                       | "La Sagrada Familia". Óleo sobre lienzo, 75 × 55 cm, 1645 (c.)                                                        | | [ 45 ]                  |
| Caracciolo, Battistello (Giovanni Battista Caracciolo) | 1578              | 1637              | 1               |                       | | | [ 46 ]                  |
| Caravaggio (Michelangelo Merisi)                       | 1571              | 1610              | 1               |                       | | | [ 47 ]                  |
| Carracci, Annibale                                     | 1560              | 1609              | 13              |                       | | | [ 48 ]                  |
| Catena, Vincenzo                                       | 1470 — 1480 (c.)  | 1531              | 1               |                       | | | [ 49 ]                  |
| Cavallino, Bernardo                                    | 1616              | 1656              | 1               | 1989                  | | | [ 50 ]                  |
| Cavarozzi, Bartolomeo                                  | 1588 (c.)         | 1625              | 1               |                       | | Antiguamente atribuida a Reni y a Orazio Gentileschi | [ 51 ]                  |
| Cavedone, Giacomo                                      | 1577              | 1660              | 1               |                       | | | [ 52 ]                  |
| Cecco da Caravaggio (Francesco Buoneri)                | 1610 (fl.)        | 1620 (íd.)        | 2               | 1994 (1)              | | Una estuvo anteriormente adjudicada a Artemisia Gentileschi y más recientemente se le ha atribuido a Pedro Núñez del Valle                                                             | [ 53 ]                  |
| Cerano, il (Giovanni Battista Crespi)                  | 1573              | 1632              | 2               |                       | | | [ 54 ]                  |
| Ceresa, Carlo                                          | 1609              | 1679              | 1               | 1935                  | | Antiguamente atribuida a Velázquez | [ 55 ]                  |
| Cerquozzi, Michelangelo                                | 1602              | 1660              | 2               | 1980 (1)              | | | [ 56 ]                  |
| Cerrini, Gian Domenico (il Cavalier Perugino)          | 1609              | 1681              | 2               |                       | | | [ 57 ]                  |
| Cignaroli, Giambettino                                 | 1706              | 1770              | 1               |                       | | | [ 58 ]                  |
| Cima da Conegliano (Giovanni Battista Cima)            | 1459 — 1460       | 1517 — 1518       | 1               |                       | | | [ 59 ]                  |
| Coccorante, Leonardo                                   | 1680              | 1750              | 1               |                       | | | [ 60 ]                  |
| Colombo, Giovanni Battista                             | 1717              | 1793              | 1               |                       | | | [ 61 ]                  |
| Correggio (Antonio Allegri)                            | 1489              | 1534              | 2               |                       | | | [ 62 ]                  |
| Cortona, Pietro da (Pietro Berrettini)                 | 1596              | 1669              | 1               |                       | | | [ 63 ]                  |
| Crespi, Daniele                                        | 1597 / 1600       | 1630              | 2               |                       | | | [ 64 ]                  |
| Dell'Abate, Nicolò                                     | 1510 (c.)         | 1571              | 1               |                       | | Atribuida (anteriormente atribuida a Dosso Dossi) | [ 65 ]                  |
| Domenichino (Domenico Zampieri)                        | 1581              | 1641              | 5               |                       | | Una de atribución dudosa | [ 66 ]                  |
| Dossi, Dosso (Giovanni Francesco di Niccolò Luteri)    | 1486-1487 (c.)    | 1542              | 1               | 2019                  | | | [ 67 ]                  |
| Dughet, Gaspard                                        | 1615              | 1675              | 11              |                       | | Una de atribución dudosa Una en colaboración con Carlo Maratta | [ 68 ]                  |
| Duprà, Domenico                                        | 1689              | 1770              | 3               |                       | | | [ 69 ]                  |
| Finoglia, Paolo Domenico                               | 1590              | 1645              | 2               |                       | | | [ 70 ] [ 71 ]           |
| Fontebasso, Francesco                                  | 1707              | 1769              | 1               | 1980                  | | | [ 72 ]                  |
| Francia, Francesco (Francesco Raibolini)               | 1450 (c.)         | 1517              | 1               | 2021                  | "San Francisco". Óleo sobre tabla de madera de chopo, 45,7 × 47,2 cm, 1495 (c.)                                       | | [ 73 ]                  |
| Furini, Francesco                                      | 1603              | 1646              | 1               | 1649                  | "Lot y sus hijas". Óleo sobre lienzo, 123 × 120 cm, 1634 (c.)                                                         | | [ 74 ]                  |
| Gentileschi, Artemisia                                 | 1593              | 1652/1653         | 1               |                       | | | [ 75 ]                  |
| Gentileschi, Orazio (Orazio Lomi de' Gentileschi)      | 1563              | 1639              | 4               | 1633 (1) y 1969 (1)   | | Una de atribución dudosa | [ 76 ]                  |
| Giampietrino (Giovanni Pedrini Rizzoli)                | 1495 (fl.)        | 1540 (íd.)        | 2               |                       | | | [ 77 ]                  |
| Gimignani, Giacinto                                    | 1606              | 1681              | 1               | 2020                  | "La matanza de los inocentes". Óleo sobre lienzo, 141,6 × 232,2 cm. Herencia Luna                                     | | [ 78 ]                  |
| Grammatica, Antiveduto della                           | 1570/1571         | 1626              | 1               |                       | | Atribuida a Domenichino en los inventarios antiguos y a Lionello Spada por Pérez Sánchez, fue asignada a Grammatica por Roberto Longhi, atribución que es la que actualmente se acepta | [ 80 ]                  |
| Guercino (Giovanni Francesco Barbieri)                 | 1591              | 1666              | 7               |                       | | | [ 82 ]                  |
| Lanfranco, Giovanni                                    | 1582              | 1647              | 6               |                       | | Una de atribución dudosa, realizada en colaboración, también atribuida, con François Perrier                                                                                           | [ 83 ]                  |
| Licinio, Bernardino                                    | 1489 (c.)         | 1560              | 1               |                       | | | [ 84 ]                  |
| Ligozzi, Jacopo                                        | 1547              | 1626              | 2               | 1982 y 2017           | | | [ 85 ] [ 86 ]           |
| Lodi, Giovanni Agostino da                             | 1467 (fl.)        | 1524/1525         | 1               | 1995                  | | | [ 87 ]                  |
| Lotto, Lorenzo                                         | 1480 (c.)         | 1556 / 1557       | 2               |                       | | | [ 88 ]                  |
| Luini, Bernardino (Bernardino Scapi)                   | 1485              | 1532              | 2               |                       | | Una de ellas con algunas dudas | [ 89 ] [ 90 ]           |
| Luti, Benedetto                                        | 1666              | 1724              | 1               |                       | | Atribuida | [ 91 ]                  |
| Magnasco, Alessandro                                   | 1667              | 1749              | 1               | 1967                  | | En colaboración con Antonio Francesco Peruzzini | [ 92 ]                  |
| Maineri da Parma, Gian Francesco de'                   | 1470 (c.)         | 1506 (después de) | 1               |                       | | | [ 93 ]                  |
| Manetti, Rutilio                                       | 1571              | 1639              | 2               | 1915                  | | Son las dos mitades de un mismo lienzo, cortado en fecha desconocida | [ 94 ]                  |
| Mantegna, Andrea                                       | 1430 — 1431       | 1506              | 1               |                       | | | [ 95 ]                  |
| Maratta, Carlo                                         | 1625              | 1713              | 10              |                       | | Dos de ellas atribuidas (una con dudas) Una en colaboración con Gaspard Dughet | [ 96 ]                  |
| Marullo, Giuseppe                                      | 1610 (c.)         | 1685              | 1               | 1993                  | | | [ 97 ]                  |
| Matheis, Paolo de                                      | 1662              | 1728              | 2               | 1983                  | | | [ 98 ]                  |
| Messina, Antonello da                                  | 1430 (c.)         | 1479              | 1               | 1965                  | | | [ 99 ]                  |
| Mola, Pier Francesco                                   | 1612              | 1666              | 2               |                       | | | [ 100 ]                 |
| Morandi, Giovanni Maria                                | 1622              | 1717              | 1               |                       | | | [ 101 ]                 |
| Moroni, Giovanni Battista                              | 1520 — 1524       | 1578              | 1               |                       | | | [ 102 ]                 |
| Neri, Pietro Martire                                   | 1591              | 1661              | 1               | 1926                  | | Atribución dudosa | [ 103 ]                 |
| Novelli, Pietro (il Monrealese)                        | 1603              | 1647              | 2               |                       | | Una de ellas atribuida hasta 1920 a Andrea Vaccaro y la otra catalogada hasta 2006 como anónimo napolitano del siglo XVII                                                              | [ 104 ] [ 105 ]         |
| Padovanino (Alessandro Varotari)                       | 1588              | 1649              | 1               |                       | | | [ 106 ]                 |
| Palma il Giovane (Jacopo Negretti)                     | 1548 (c.)         | 1628              | 5               |                       | | Una atribuida | [ 107 ]                 |
| Pannini, Giovanni Paolo                                | 1691              | 1765              | 7               |                       | | Dos de ellas atribuidas (una con dudas) | [ 108 ]                 |
| Parmigianino (Francesco Mazzola)                       | 1503              | 1540              | 4               |                       | | | [ 109 ]                 |
| Peruzzini, Antonio Francesco                           | 1643 o 1646       | 1724              | 1               | 1967                  | | En colaboración con Alessandro Magnasco | [ 92 ]                  |
| Piane, Giovanni Maria delle (il Molinaretto)           | 1660              | 1745              | 4               |                       | | | [ 110 ]                 |
| Pino, Marco (Marco da Siena)                           | 1525 (c.)         | 1587              | 1               |                       | | | [ 111 ]                 |
| Pitati, Bonifazio de'                                  | 1487              | 1553              | 1               |                       | | Antes atribuida a Palma il Vecchio | [ 112 ]                 |
| Pittoni, Giovanni Battista                             | 1687              | 1767              | 1               | 1980                  | | | [ 113 ]                 |
| Ponte, Giovanni dal                                    | 1376              | 1437              | 1               | 1941                  | | | [ 114 ]                 |
| Portelli, Carlo                                        | 1510 (antes de)   | 1574              | 1               |                       | | | [ 115 ]                 |
| Preti, Mattia                                          | 1613              | 1699              | 2               | 1969 (1)              | | | [ 116 ]                 |
| Procaccini, Andrea                                     | 1671              | 1734              | 1               |                       | | | [ 117 ]                 |
| Procaccini, Giulio Cesare                              | 1574              | 1625              | 3               | 2013 (1)              | | Una en colaboración con Jan Brueghel de Velours | [ 118 ] [ 119 ]         |
| Puligo, Domenico                                       | 1492              | 1527              | 1               |                       | | | [ 120 ]                 |
| Pulzone, Scipione                                      | 1544 (c.)         | 1598              | 1               |                       | | | [ 121 ]                 |
| Recco, Giuseppe                                        | 1634              | 1694              | 5               |                       | | | [ 122 ]                 |
| Reni, Guido                                            | 1575              | 1642              | 16              |                       | | | [ 123 ]                 |
| Ricci, Marco                                           | 1676              | 1730              | 1               | 1985                  | | | [ 124 ] [ 125 ]         |
| Romanelli, Giovanni Francesco                          | 1610              | 1662              | 3               | 1889 (1)              | | Una de ellas considerada anteriormente obra de Francesco Gessi | [ 126 ] [ 127 ]         |
| Romano, Antoniazzo (Antonio di Benedetto Aquili)       | 1435 (c.)         | 1508 / 1512       | 2               |                       | | | [ 128 ]                 |
| Rosa, Salvator                                         | 1615              | 1673              | 2               |                       | | | [ 129 ]                 |
| Ruoppolo, Giovanni Battista                            | 1629              | 1693              | 1               |                       | | Atribuida a Ruoppolo por Pérez Sánchez, antes estaba catalogada como anónimo flamenco                                                                                                  | [ 130 ]                 |
| Rusca, Carlo Francesco                                 | 1696              | 1769              | 1               |                       | | | [ 131 ]                 |
| Ruta, Clemente                                         | 1685              | 1767              | 5               |                       | | Una antes considerada obra de Francesco Solimena | [ 132 ] [ 133 ]         |
| Sacchi, Andrea                                         | 1599              | 1661              | 6               |                       | | | [ 134 ]                 |
| Salini, Tommaso                                        | 1575 (c.)         | 1625              | 1               |                       | | | [ 135 ]                 |
| Salviati, Francesco (Francesco de' Rossi)              | 1510              | 1563              | 1               |                       | | | [ 136 ]                 |
| San Leocadio, Paolo da                                 | 1447              | 1519              | 4               | 1915 (2), 1919 y 2023 | | Otra más en depósito de la familia Várez Fisa | [ 137 ] [ 138 ]         |
| Sanzio, Rafael                                         | 1483              | 1520              | 7               |                       | | Dos de ellas con intervención de taller | [ 139 ]                 |
| Sarto, Andrea del (Andrea d'Agnolo di Francesco)       | 1486              | 1530              | 6               |                       | | Cinco son suyas con toda seguridad | [ 140 ]                 |
| Sasso, Francesco                                       | 1720 (c.)         | 1776              | 2               |                       | | | [ 141 ]                 |
| Scaramuccia, Luigi                                     | 1616              | 1680              | 1               | 1664                  | | | [ 142 ]                 |
| Serodine, Giovanni                                     | 1600              | 1630              | 1               | 1647                  | | Se atribuyó antiguamente a Caravaggio, y en los últimos tiempos se ha planteado que pueda tratarse de una obra, muy deteriorada, suya                                                  | [ 143 ] [ 144 ]         |
| Solimena, Francesco                                    | 1657              | 1747              | 6               |                       | | | [ 146 ]                 |
| Stanzione, Massimo                                     | 1585 (c.)         | 1656 (c.)         | 6               |                       | | Una de atribución dudosa Otra, atribuida, destruida en 1936 | [ 147 ] [ 148 ]         |
| Strozzi, Bernardo                                      | 1581              | 1644              | 2               | 1995 (1)              | | | [ 149 ]                 |
| Traini, Francesco                                      | 1321 (fl.)        | 1345 (íd.)        | 1               |                       | | Única pintura italiana anterior a 1450 que había en la Colección Real | [ 150 ]                 |
| Trono, Giuseppe                                        | 1739              | 1810              | 1               |                       | | | [ 151 ]                 |
| Turchi, Alessandro                                     | 1578              | 1649              | 7               |                       | | | [ 152 ] [ 153 ] [ 154 ] |
| Vaccaro, Andrea                                        | 1604              | 1670              | 13              |                       | | Dos de atribución dudosa Otra destruida en 1915 | [ 155 ] [ 156 ]         |
| Vanvitelli, Gaspare (Casper Adriaensz. van Wittel)     | 1652 / 1653       | 1736              | 3               |                       | | | [ 157 ]                 |
| Veronese, Paolo (Paolo Caliari)                        | 1528              | 1588              | 13              |                       | | Una de atribución dudosa | [ 158 ]                 |
| Volterra, Daniele da (Daniele Ricciarelli)             | 1509              | 1566              | 1               |                       | | | [ 159 ]                 |

## Galería

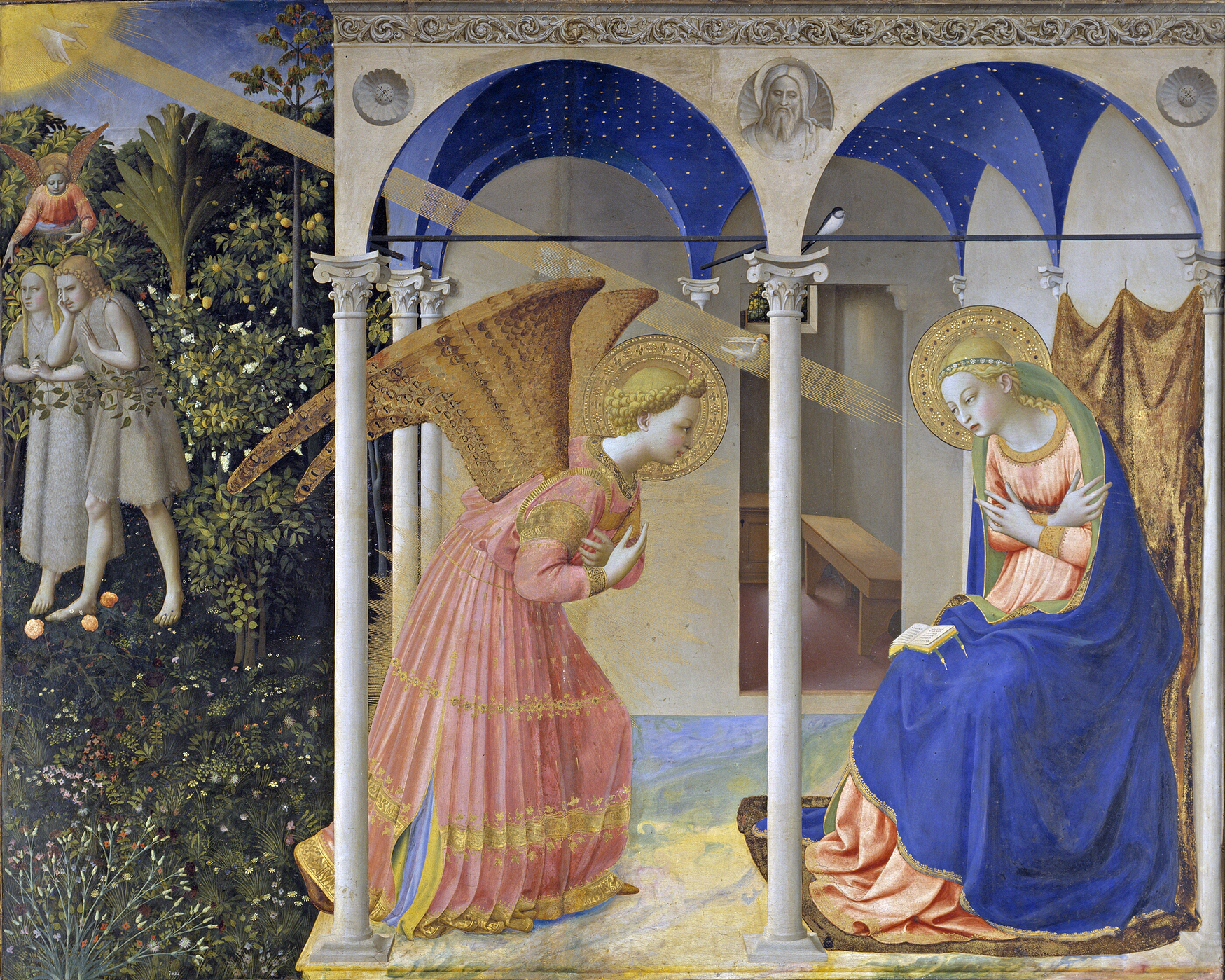
La Anunciación (Fra Angelico).
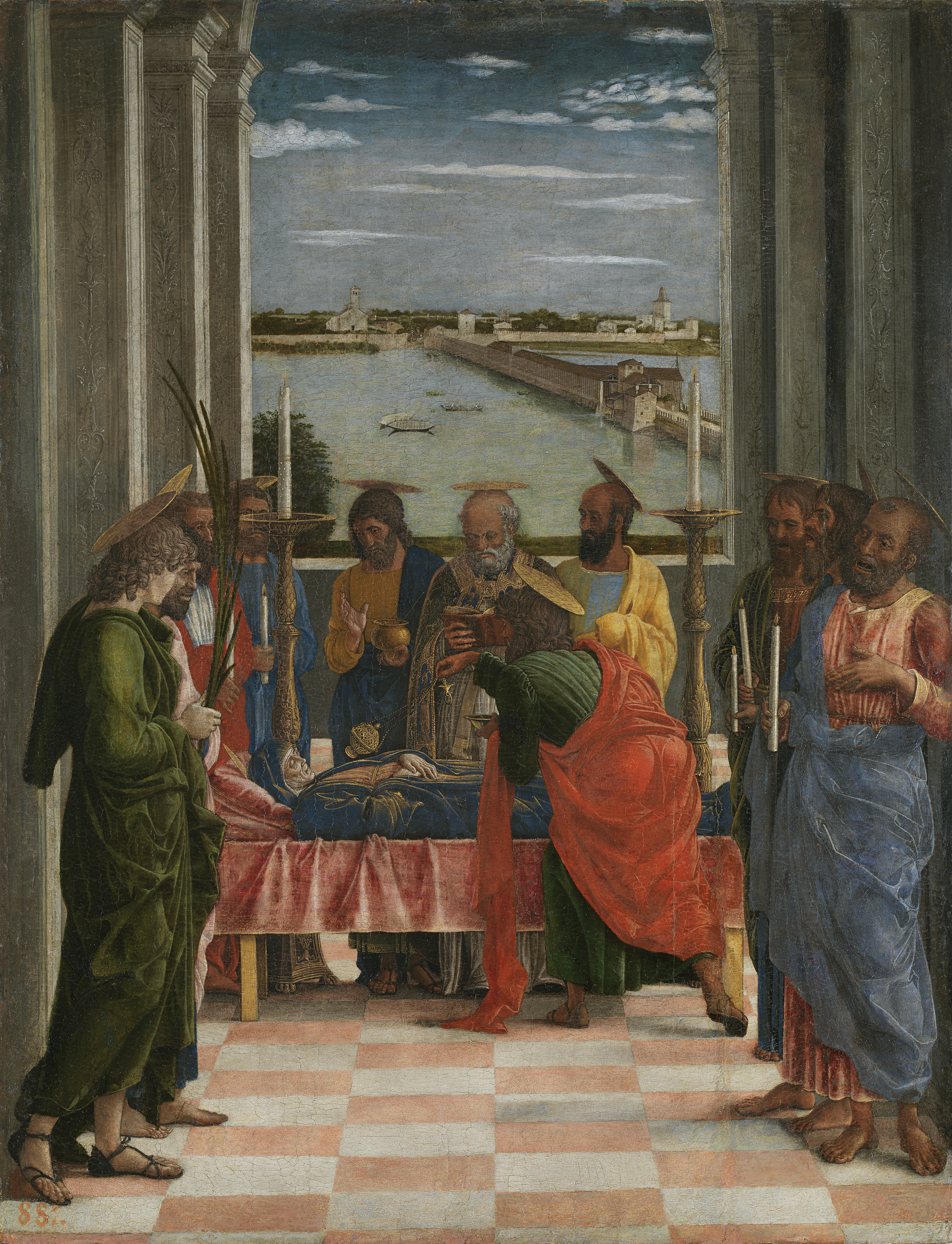
El tránsito de la Virgen, de Andrea Mantegna, c. 1462.
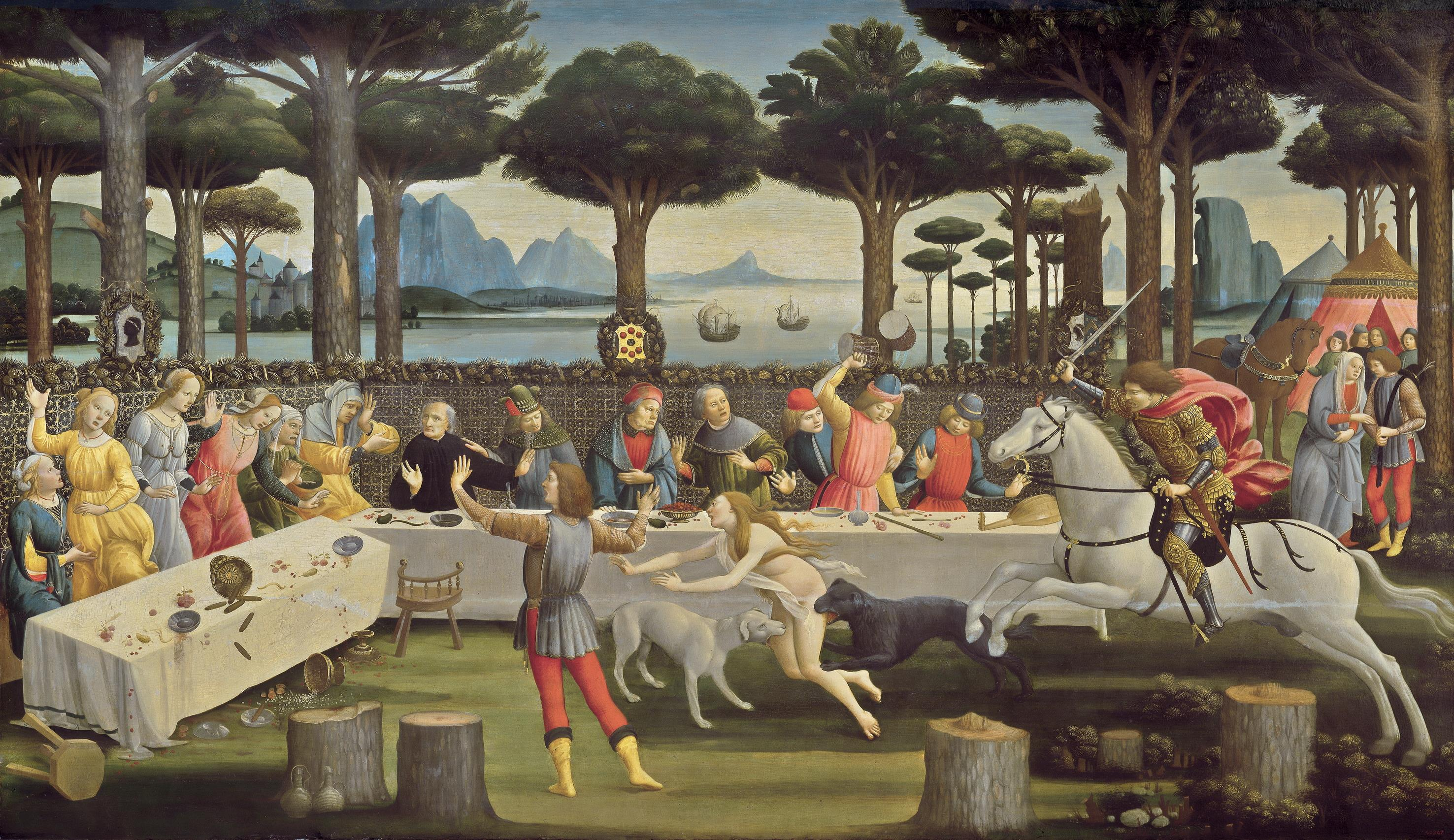
Tercer episodio de La historia de Nastagio degli Onesti, de Alessandro Filipepi, Botticelli (donación Cambó).
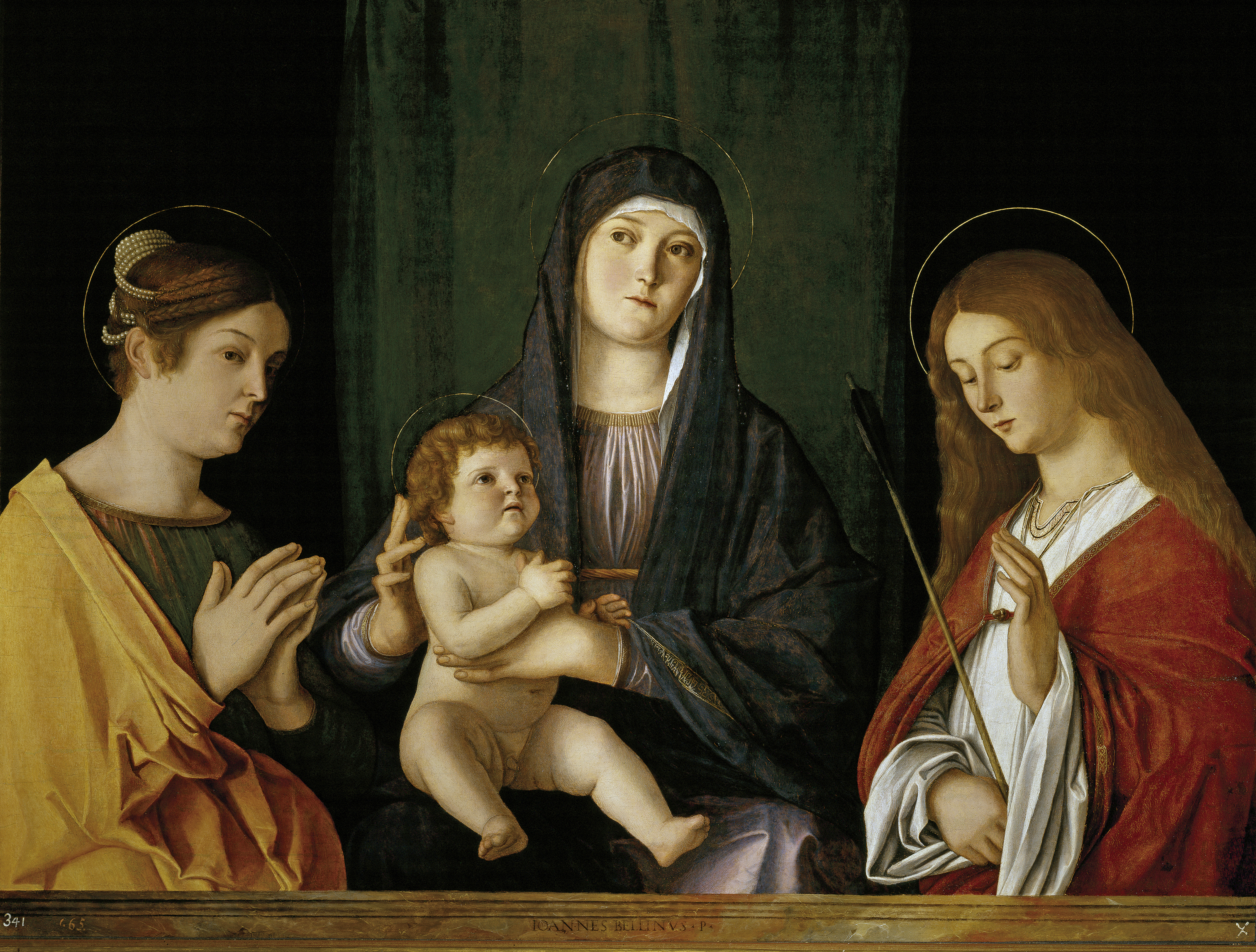
La Virgen y el Niño entre dos santas, c. 1490, Giovanni Bellini (y taller).
Retrato de cardenal, óleo de Raffaello.
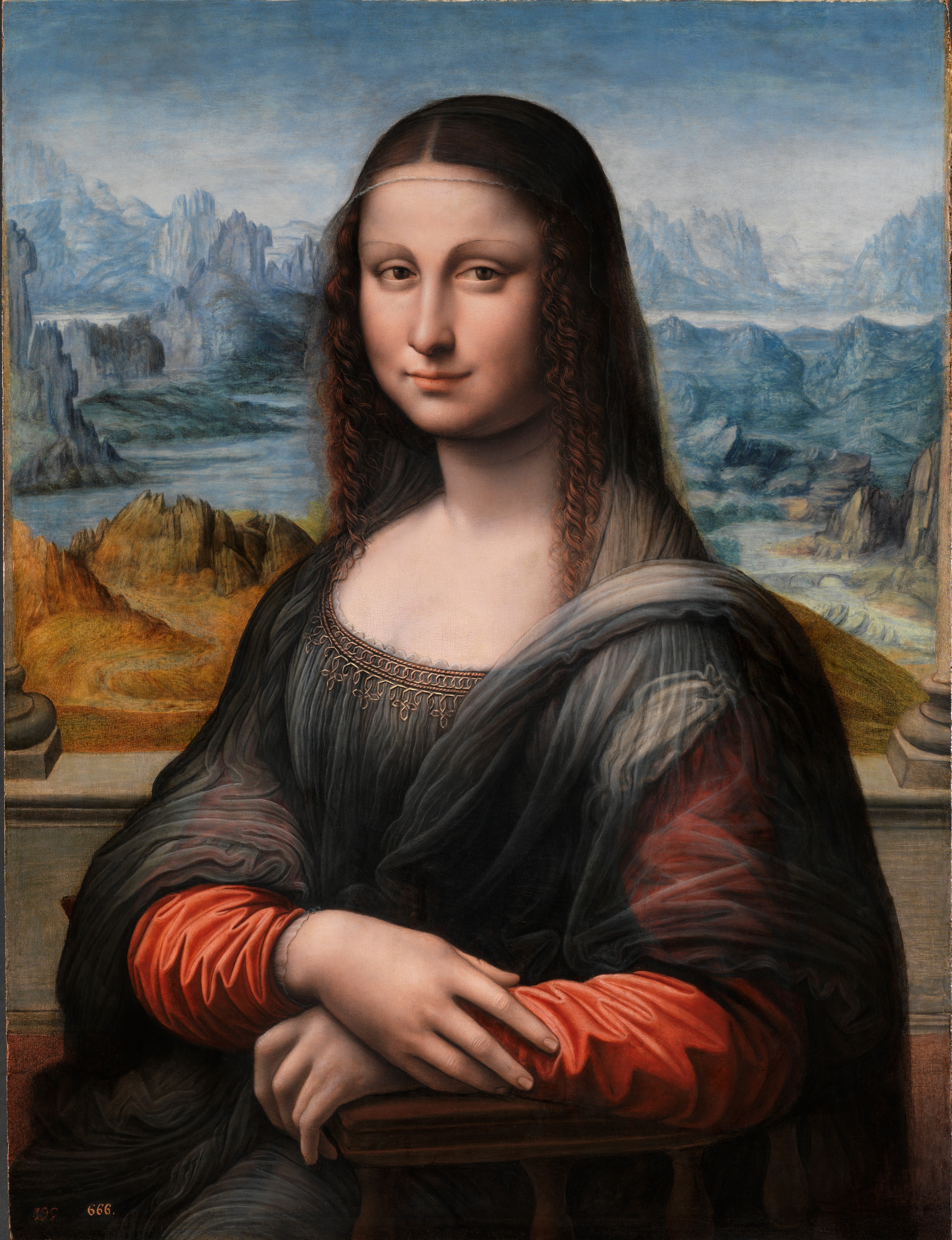
La Gioconda, 1507/8-1513/16, del taller de Leonardo da Vinci.
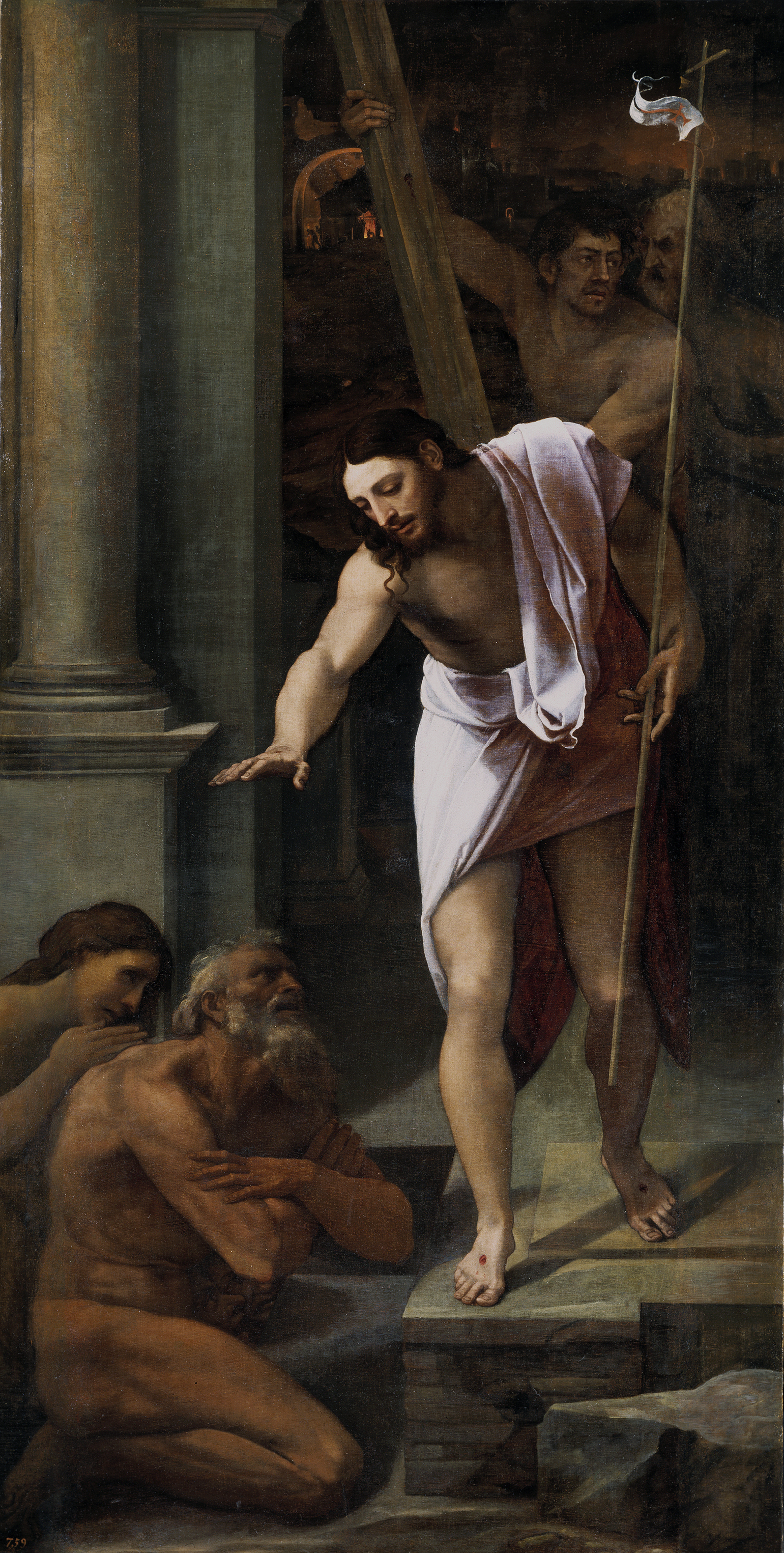
Bajada de Cristo al Limbo (Sebastiano del Piombo).
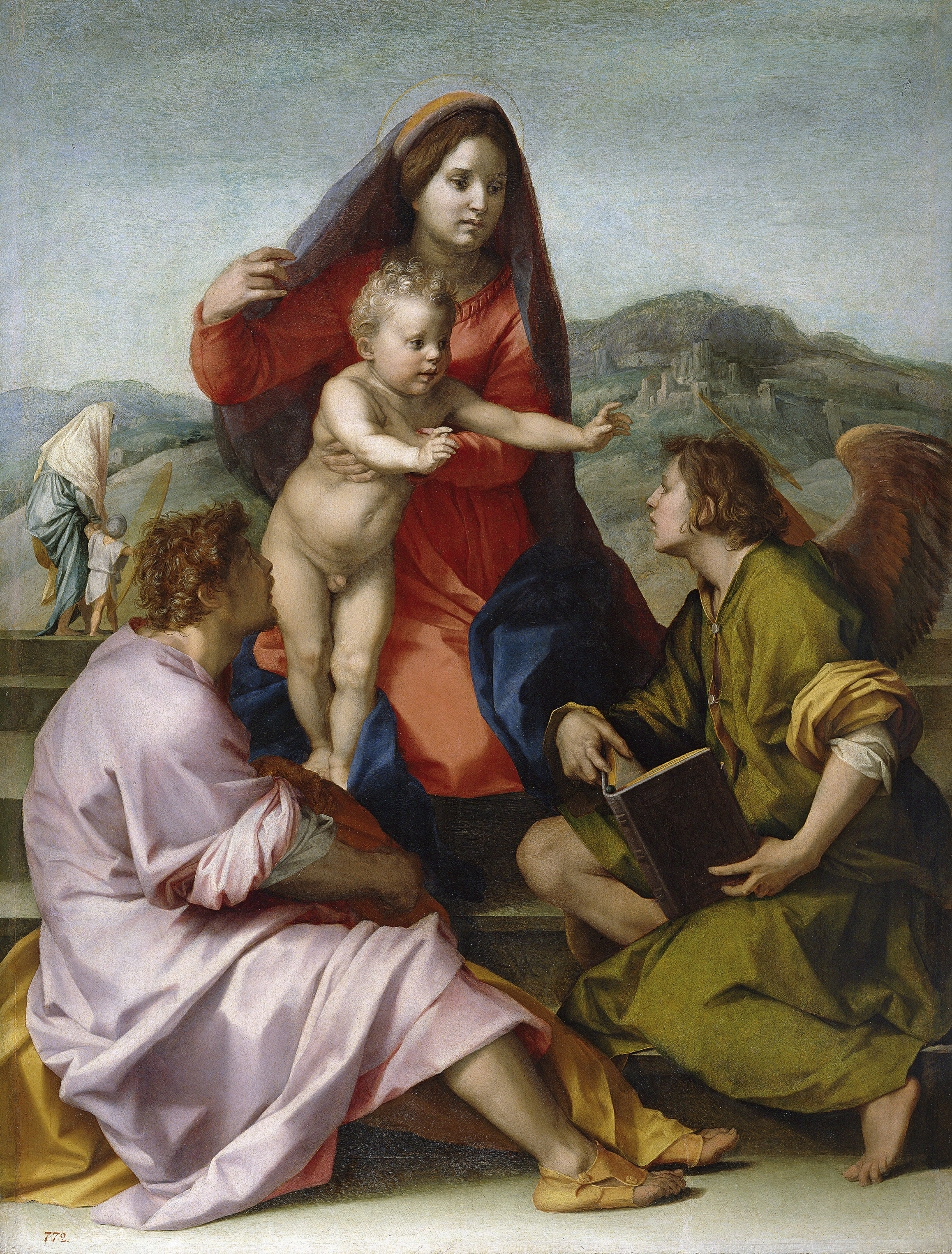
La Madonna della Scala (Virgen de la escalera), 1522, de Andrea del Sarto.
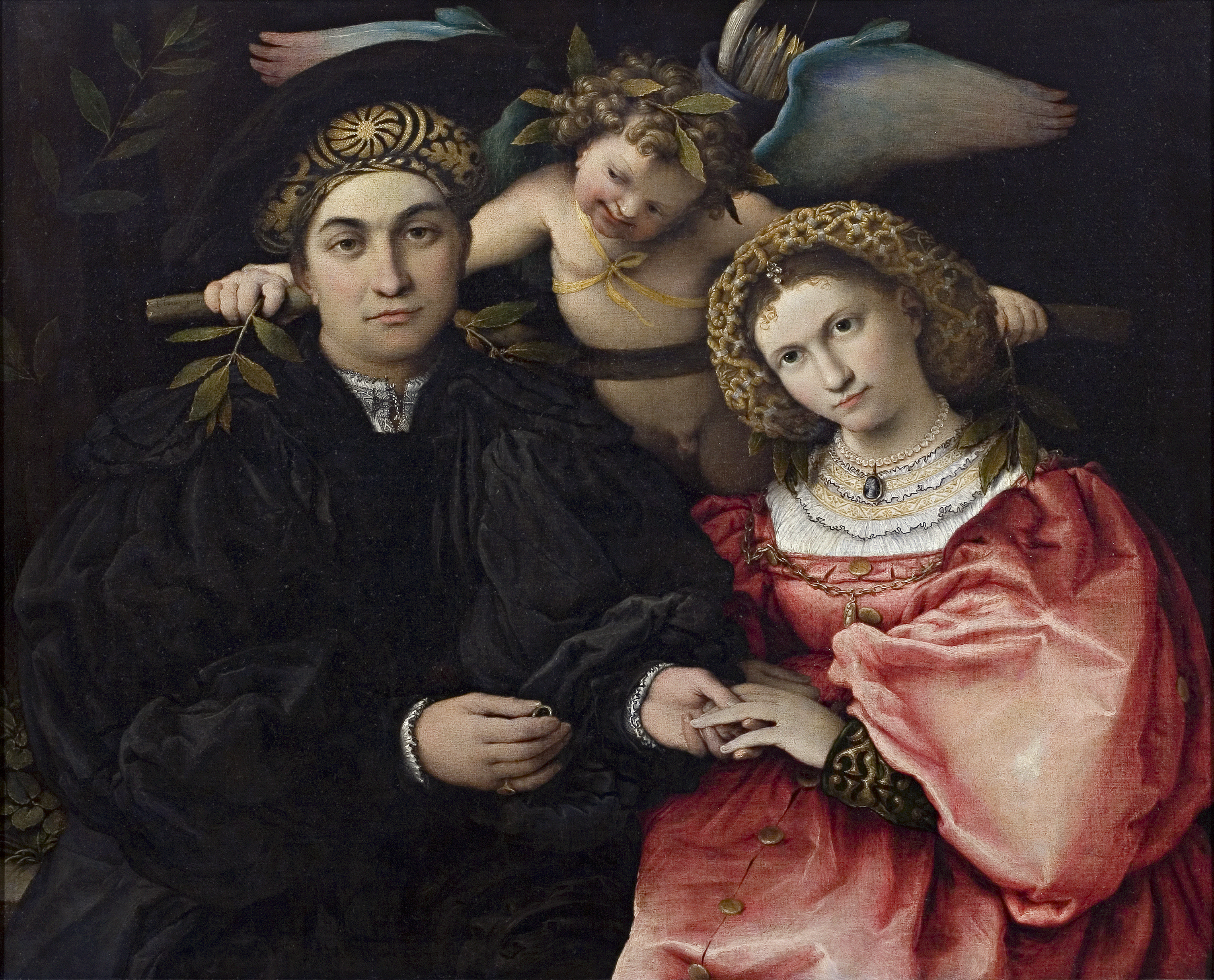
Micer Marsilio Cassotti y su esposa Faustina, 1523 (Lorenzo Lotto).
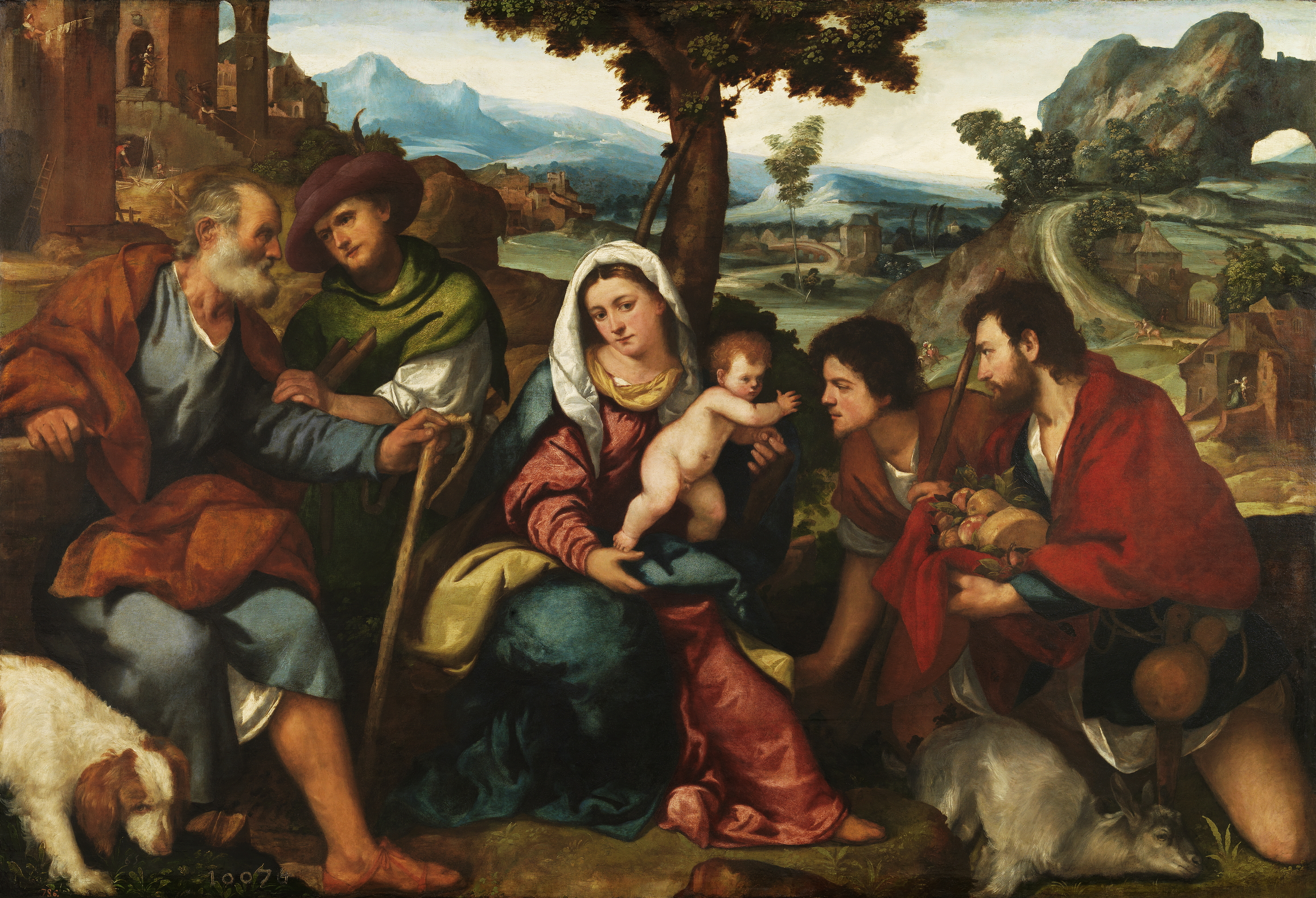
Adoración de los pastores, c. 1523, Bonifazio de' Pitati.
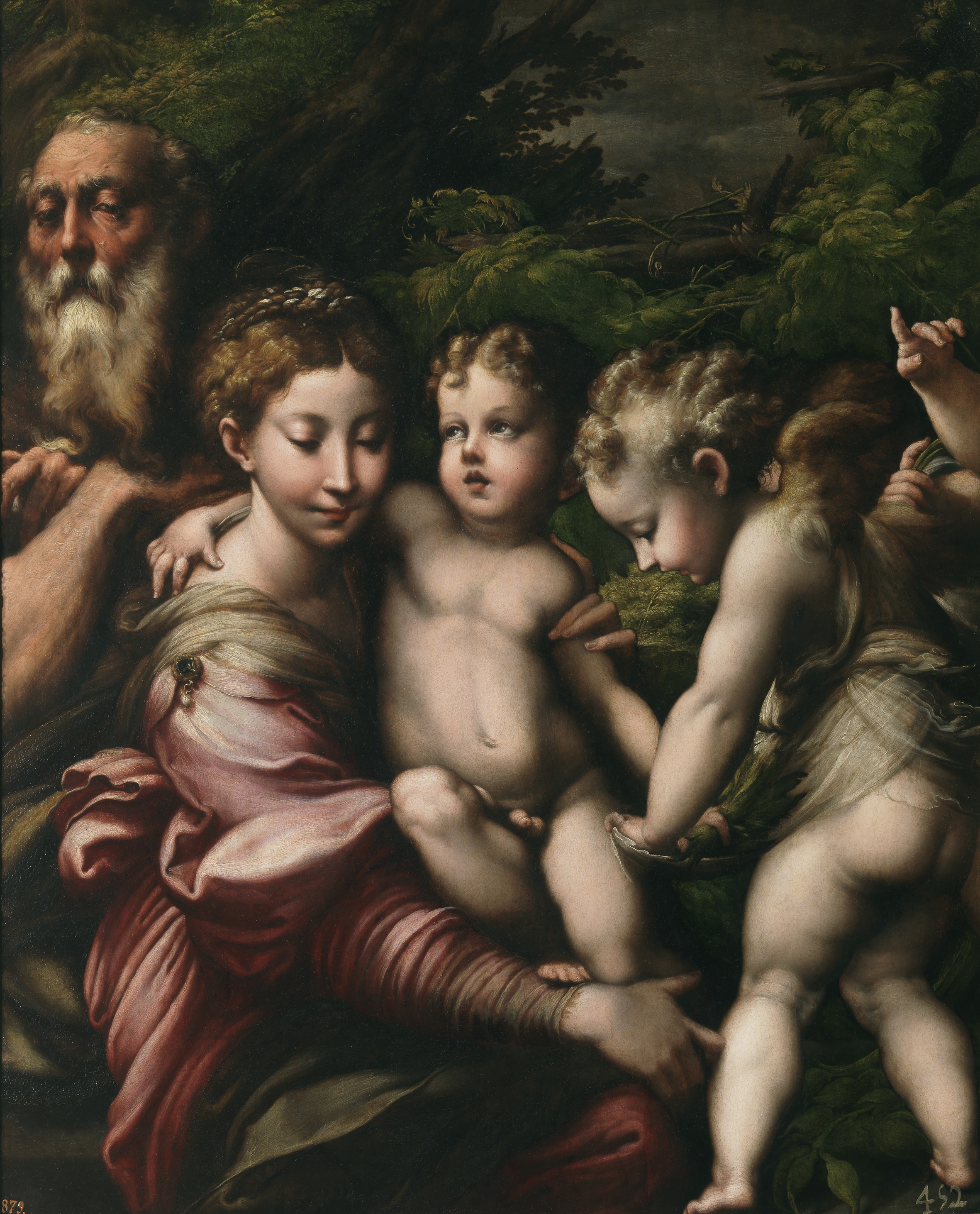
Parmigianino: La Sagrada Familia con ángeles, c. 1524.
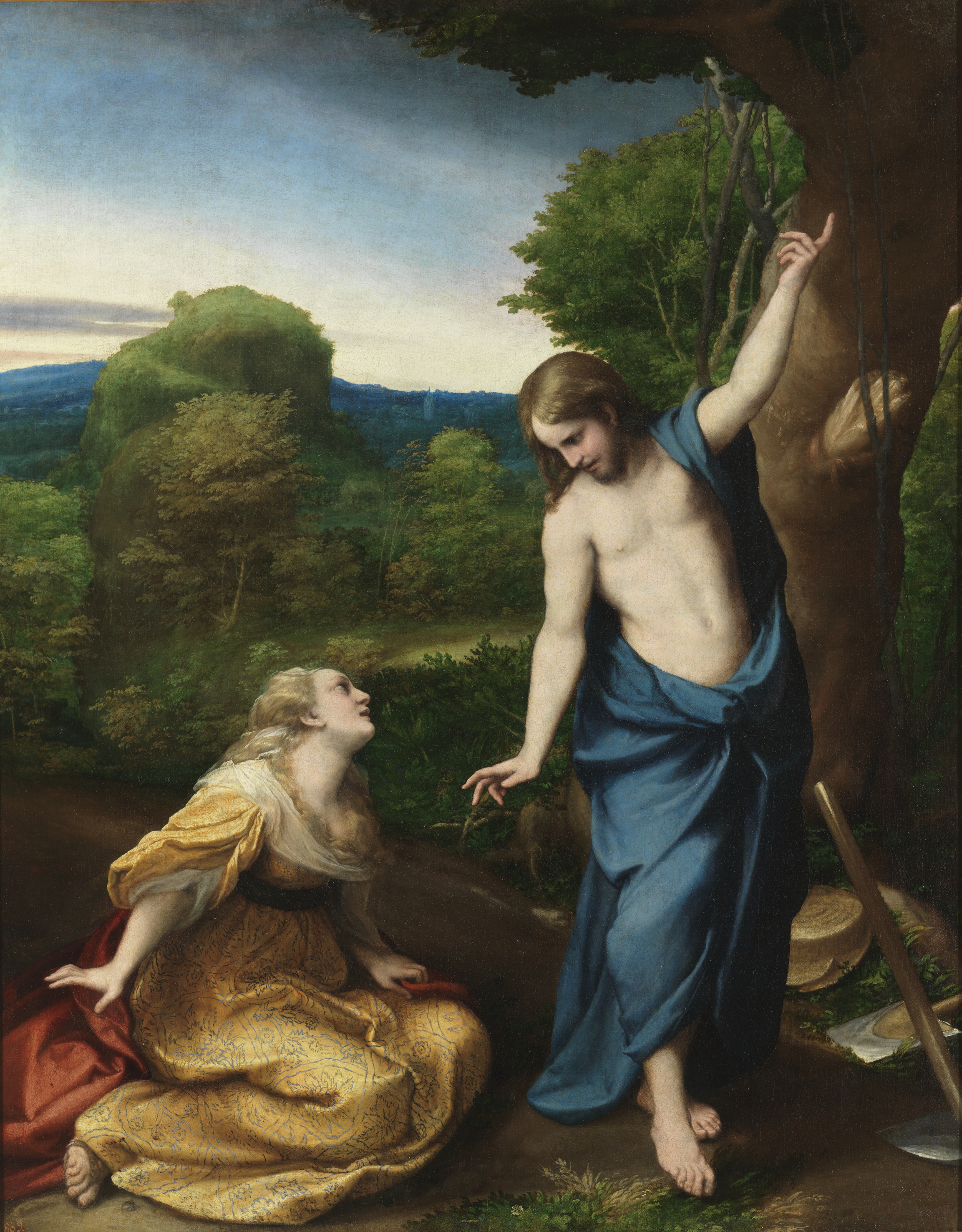
Noli me tangere, por Antonio Allegri, il Correggio.
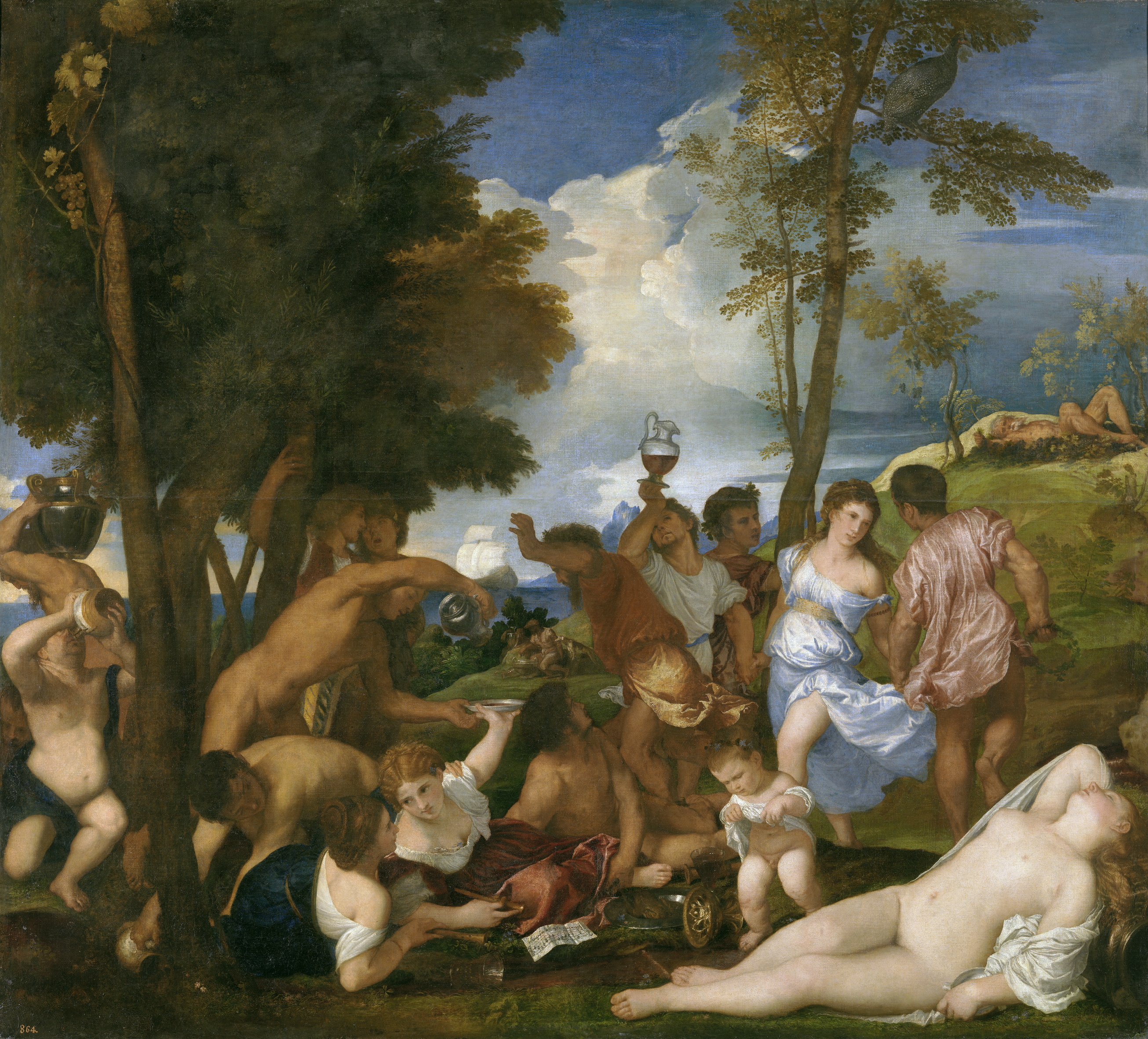
La bacanal de los andrios, de Tiziano.
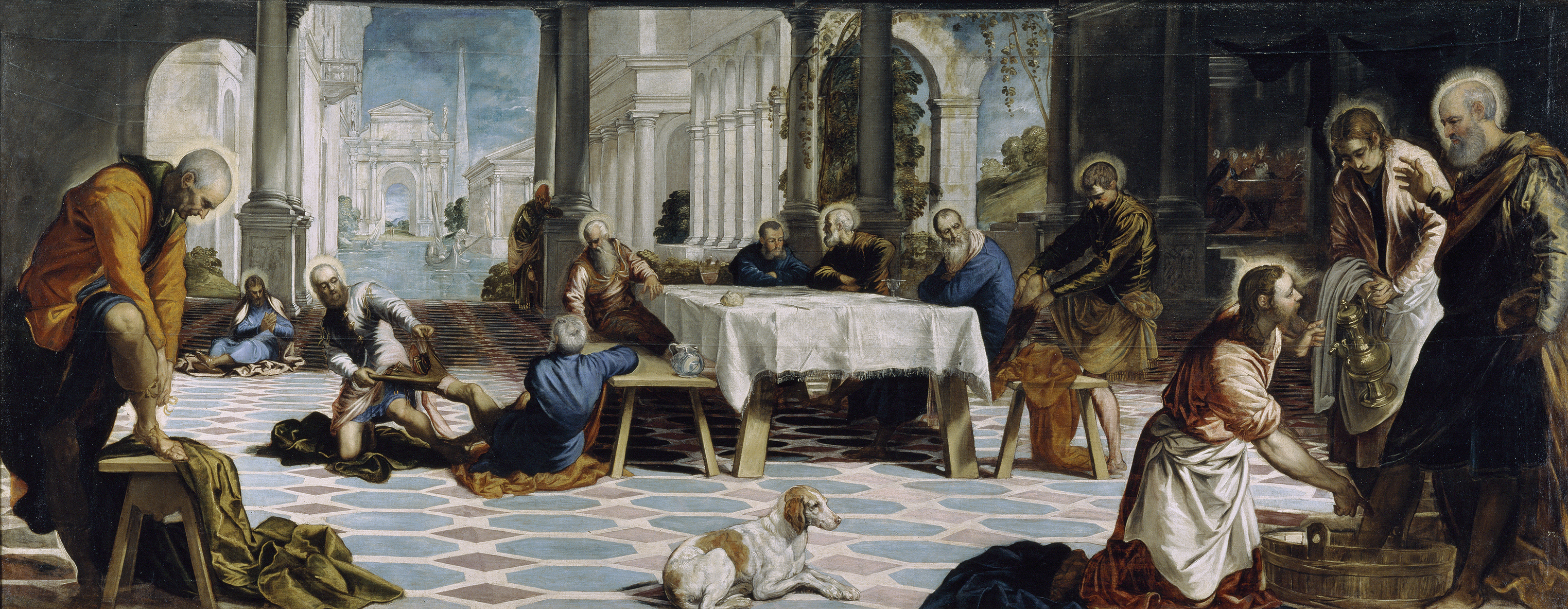
El Lavatorio, obra de Tintoretto (depósito de Patrimonio Nacional).
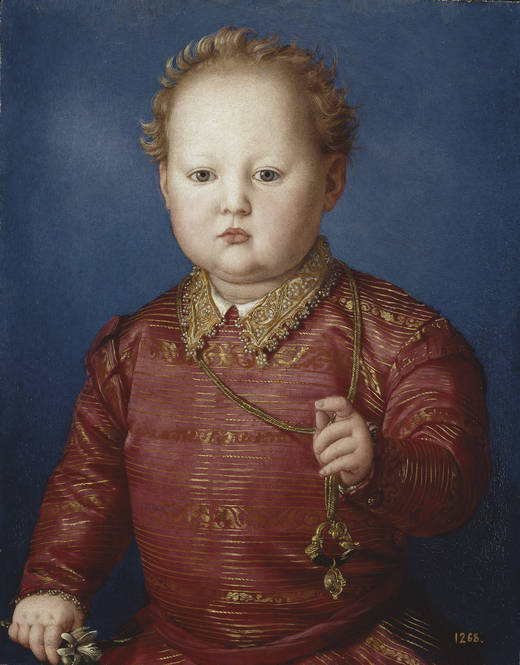
Garzia de' Medici, retratado por Bronzino.
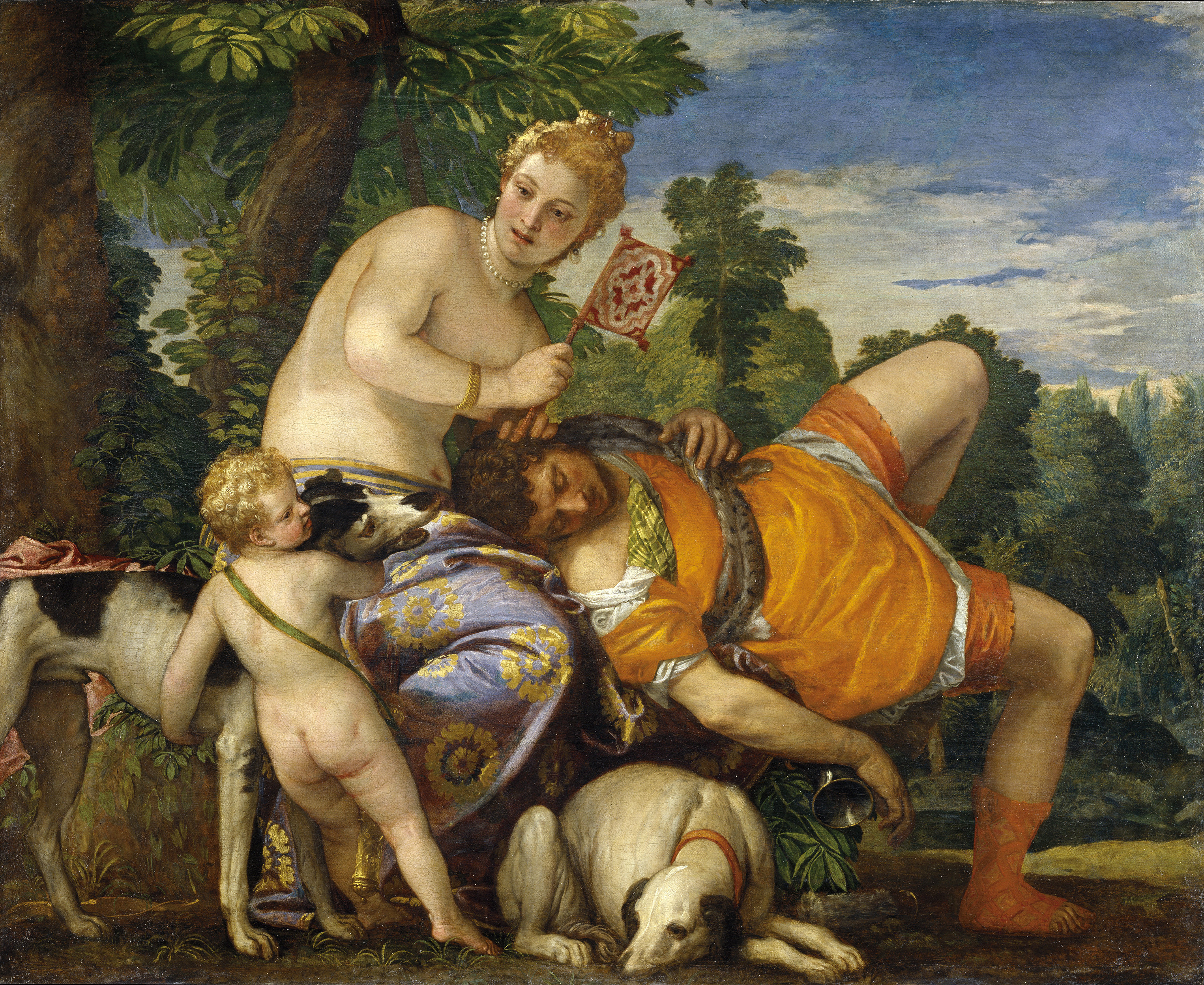
Venus y Adonis, c. 1580, Veronese.
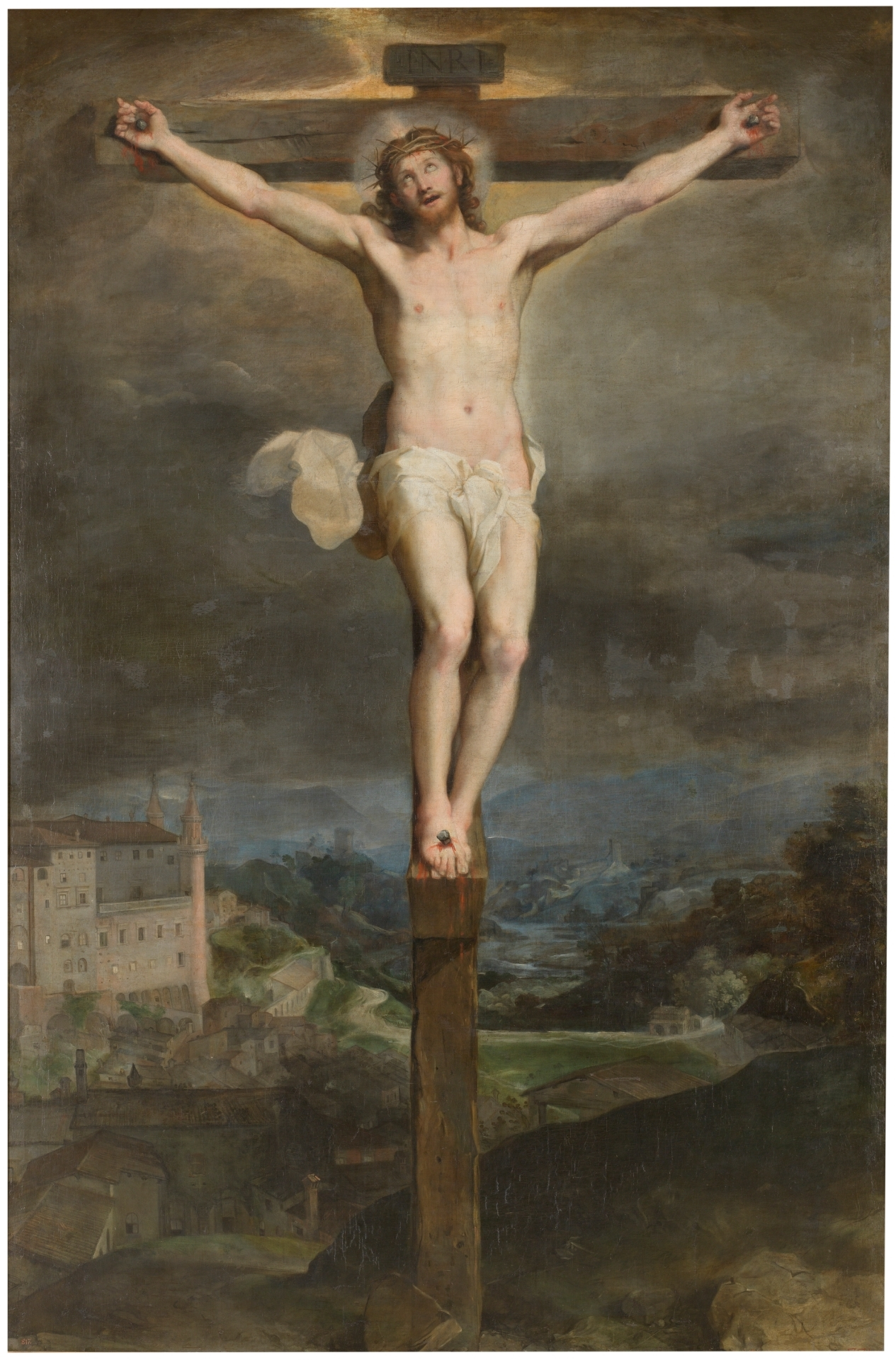
Cristo en la Cruz, por Federico Barocci, 1604.
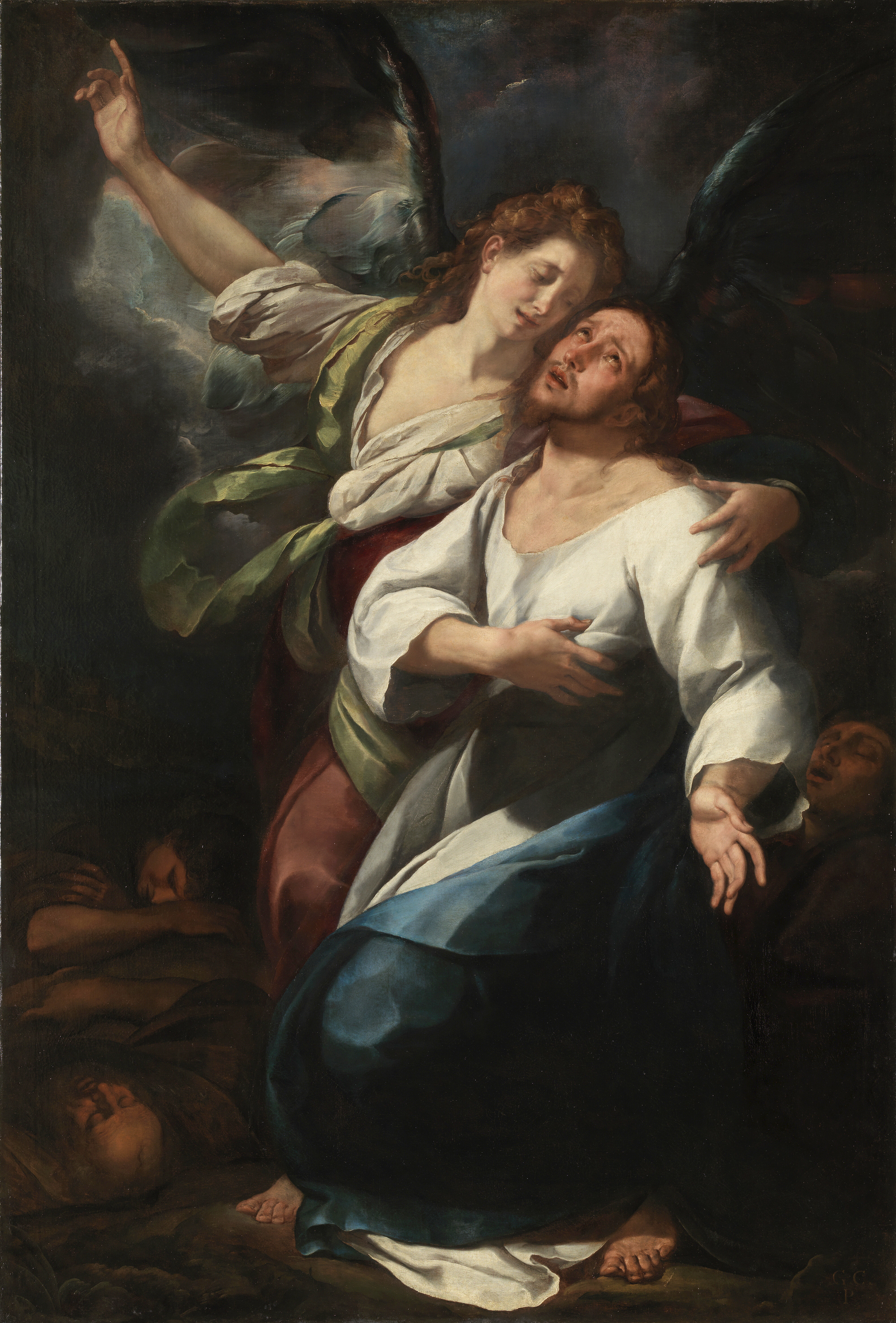
La Oración en el huerto, 1616 - 1620, Giulio Cesare Procaccini.
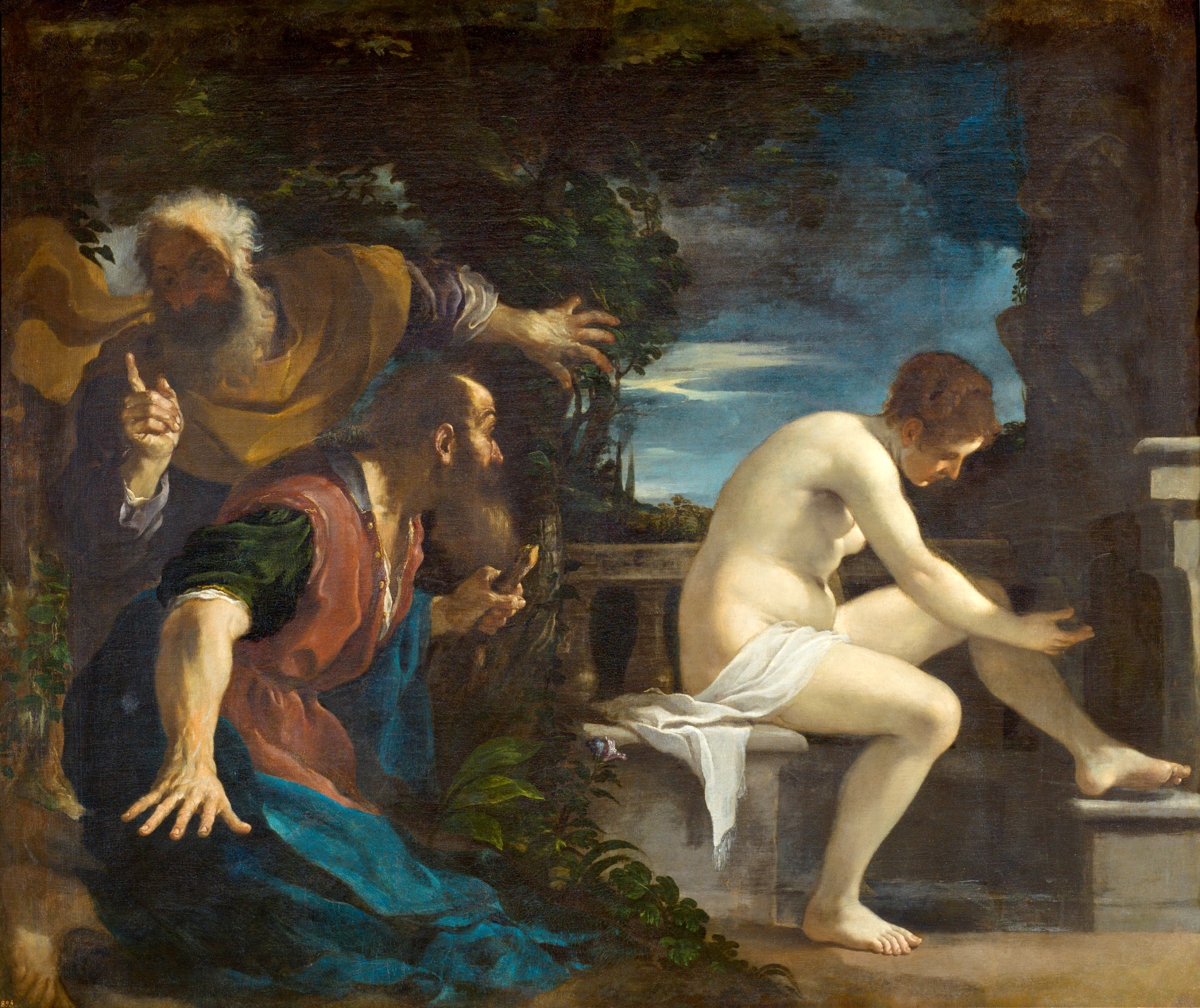
Susana y los viejos, 1617 (Guercino).
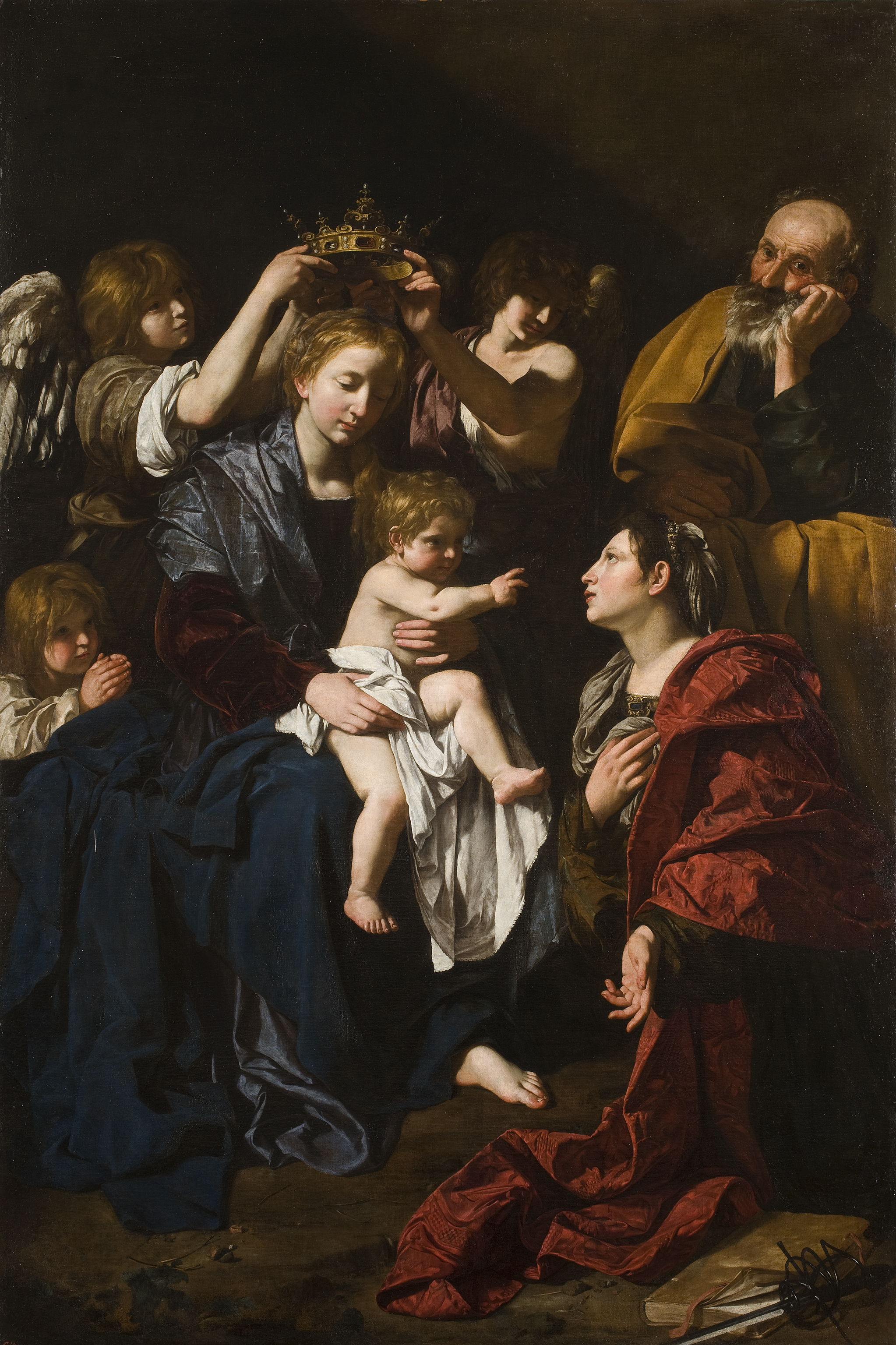
Sagrada Familia con santa Catalina. Bartolomeo Cavarozzi, 1617-1619.
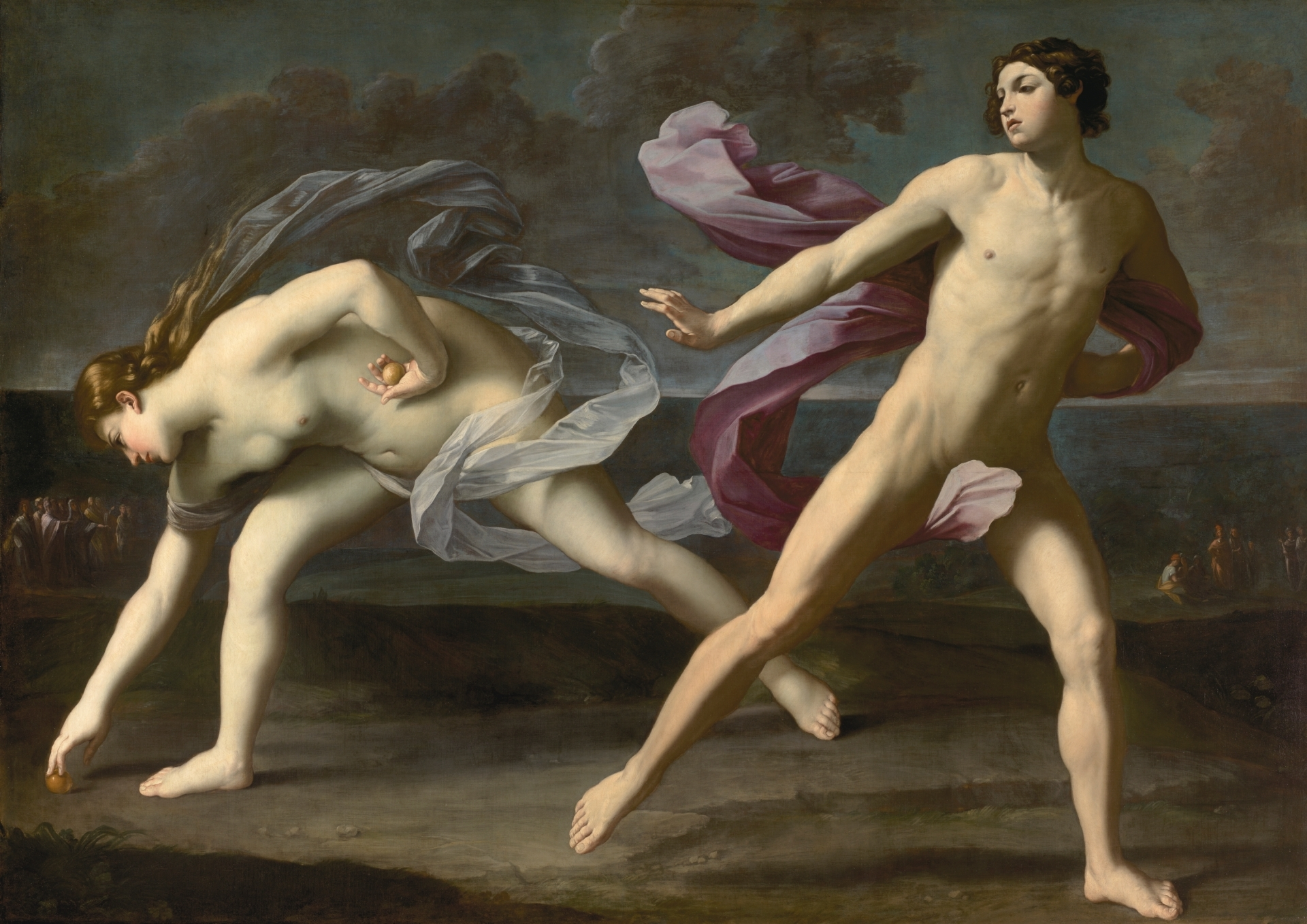
Hipómenes y Atalanta, lienzo de Guido Reni, 1618 - 1619.
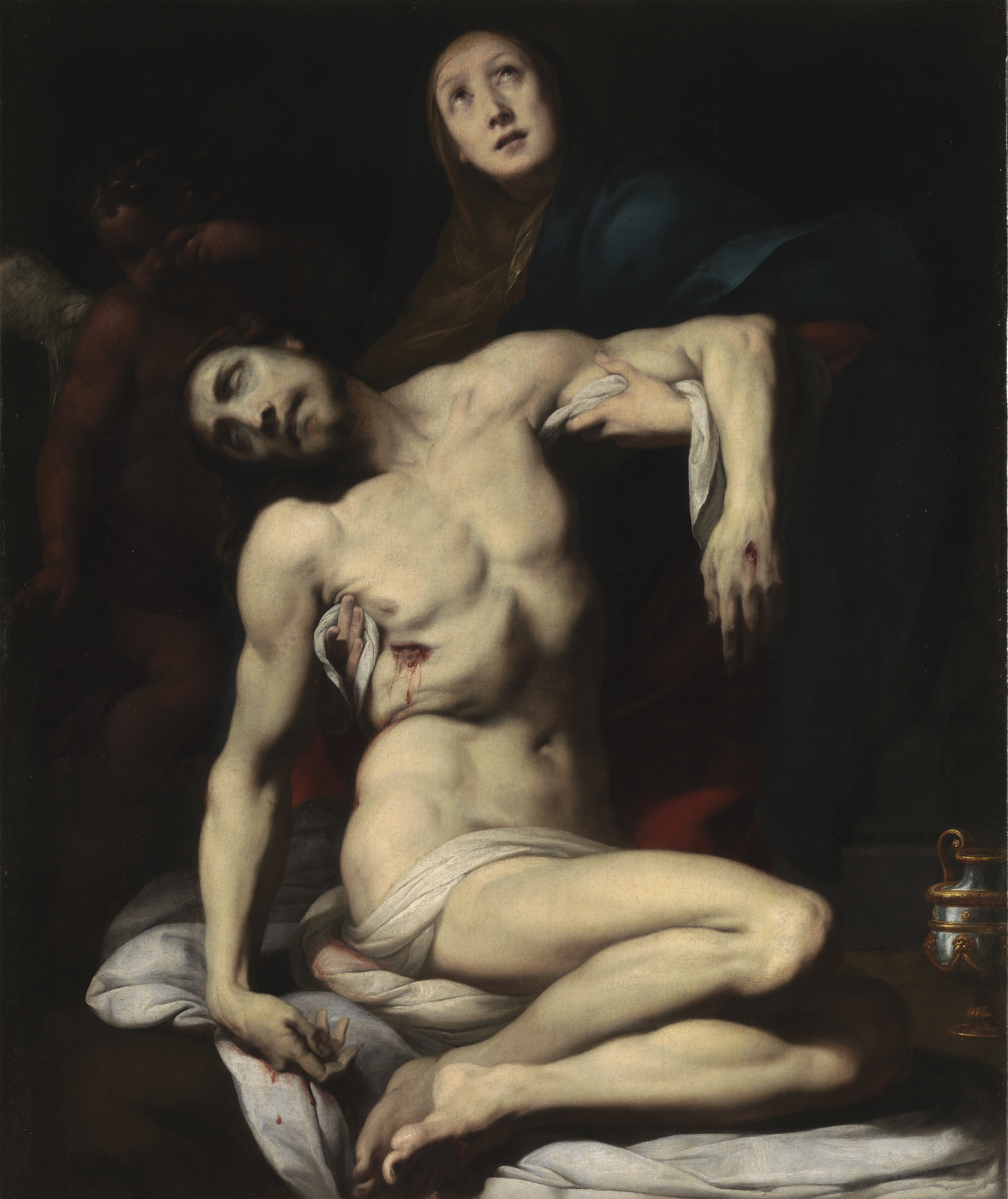
La Piedad. Daniele Crespi, 1626.
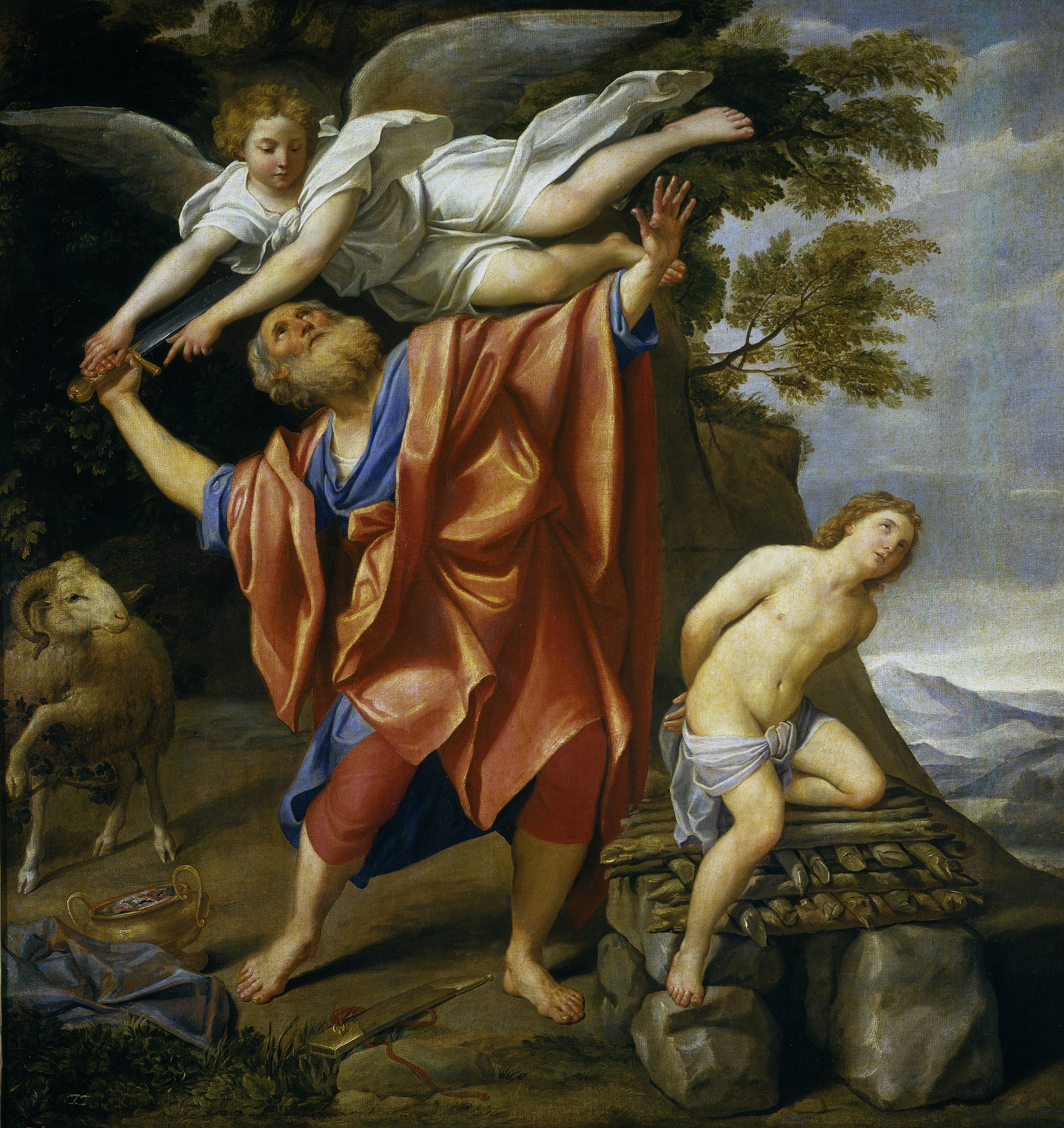
El sacrificio de Isaac, de Domenichino, 1627-1628.
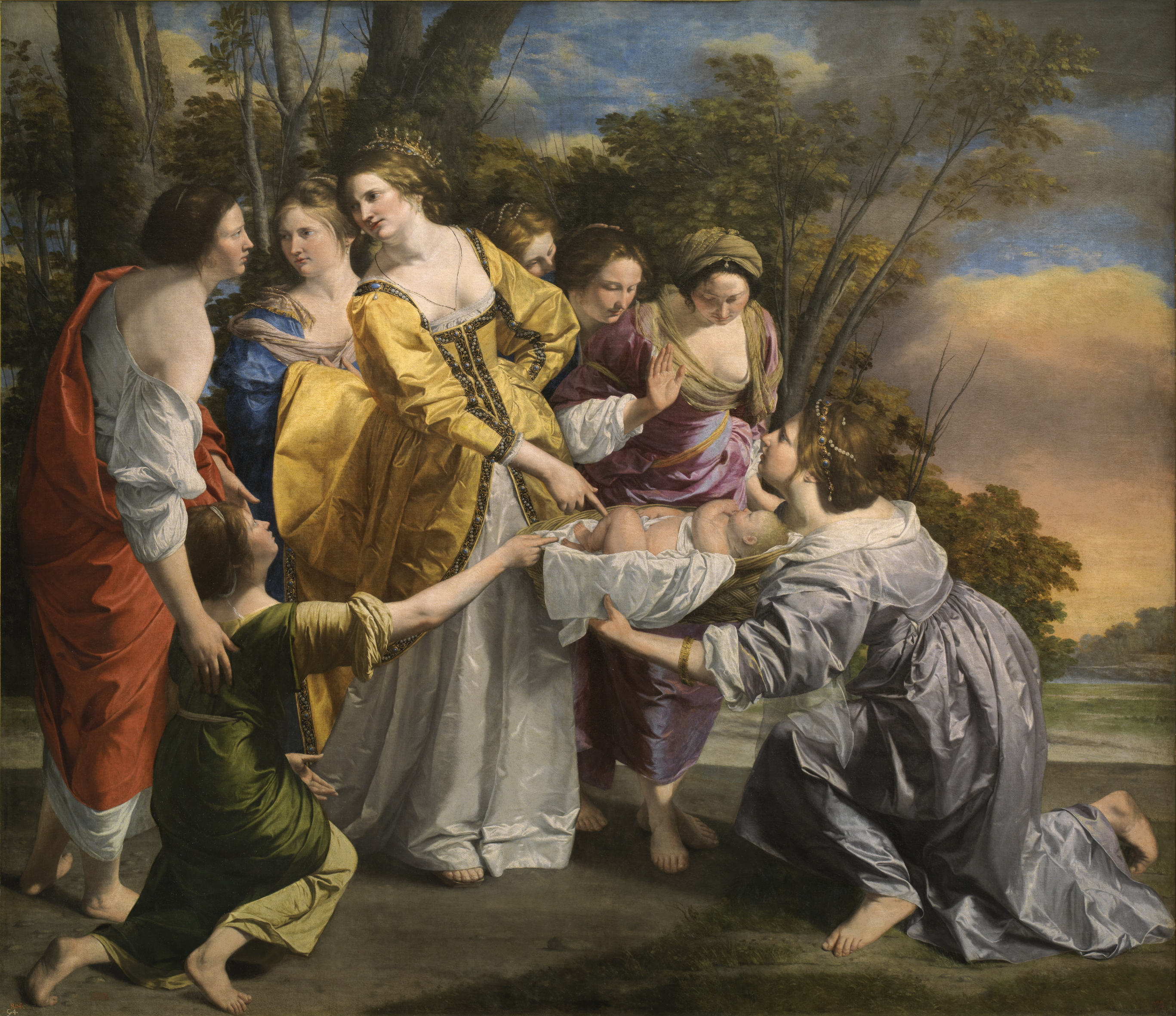
Moisés salvado de las aguas, 1633 (Orazio Gentileschi).
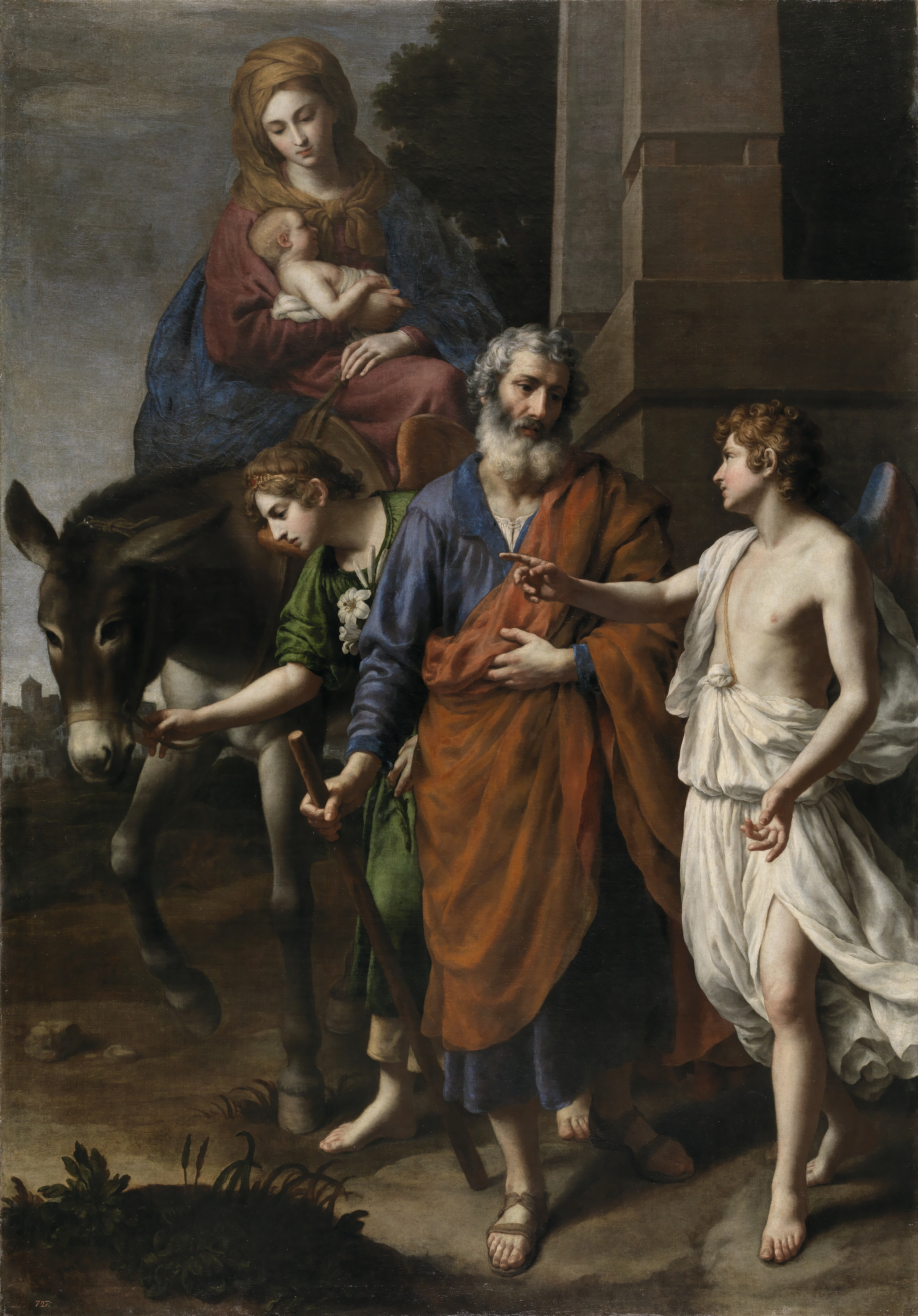
La Huida a Egipto, 1633, de Alessandro Turchi.
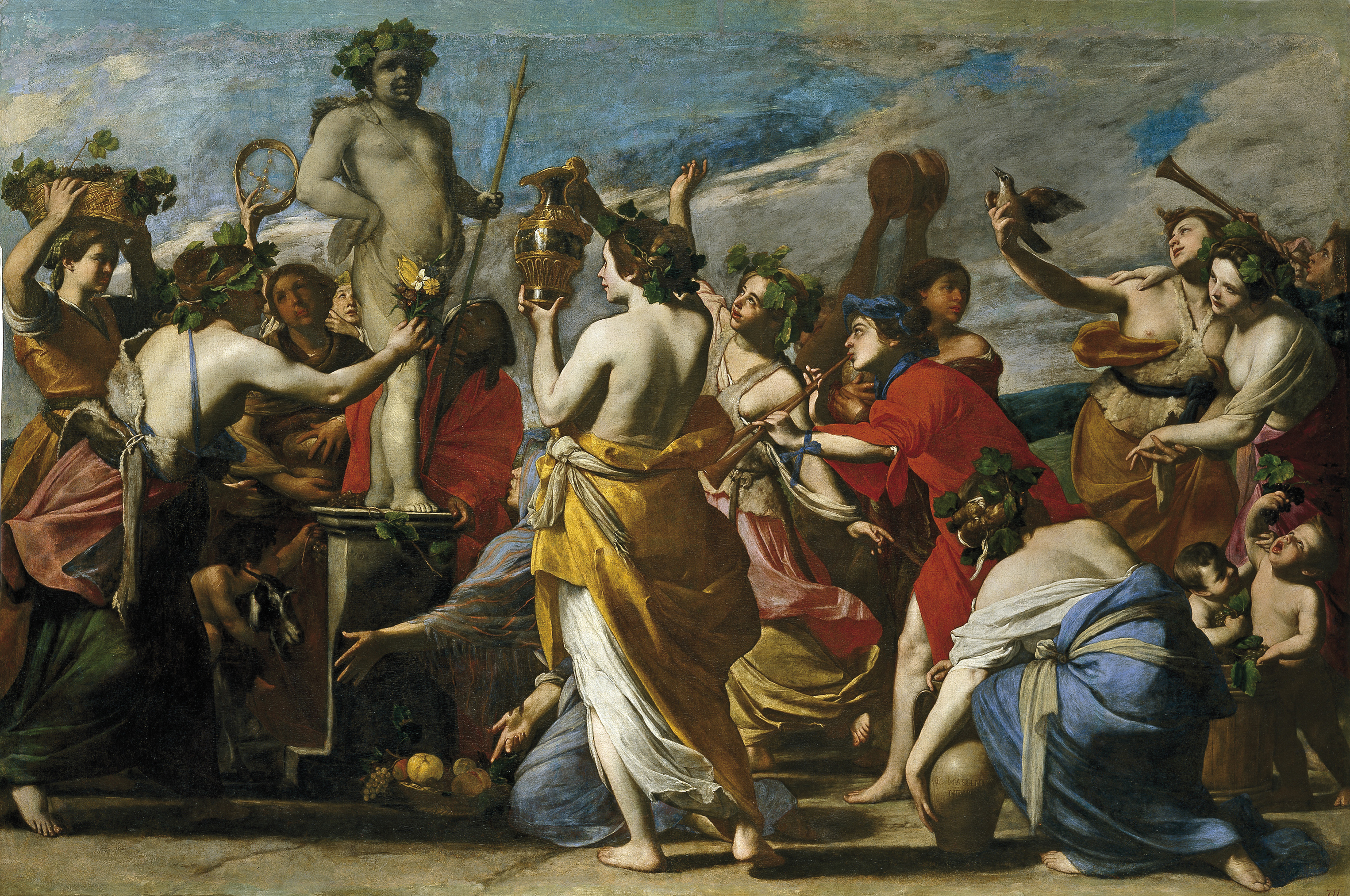
Sacrificio a Baco, c. 1634, Massimo Stanzione.
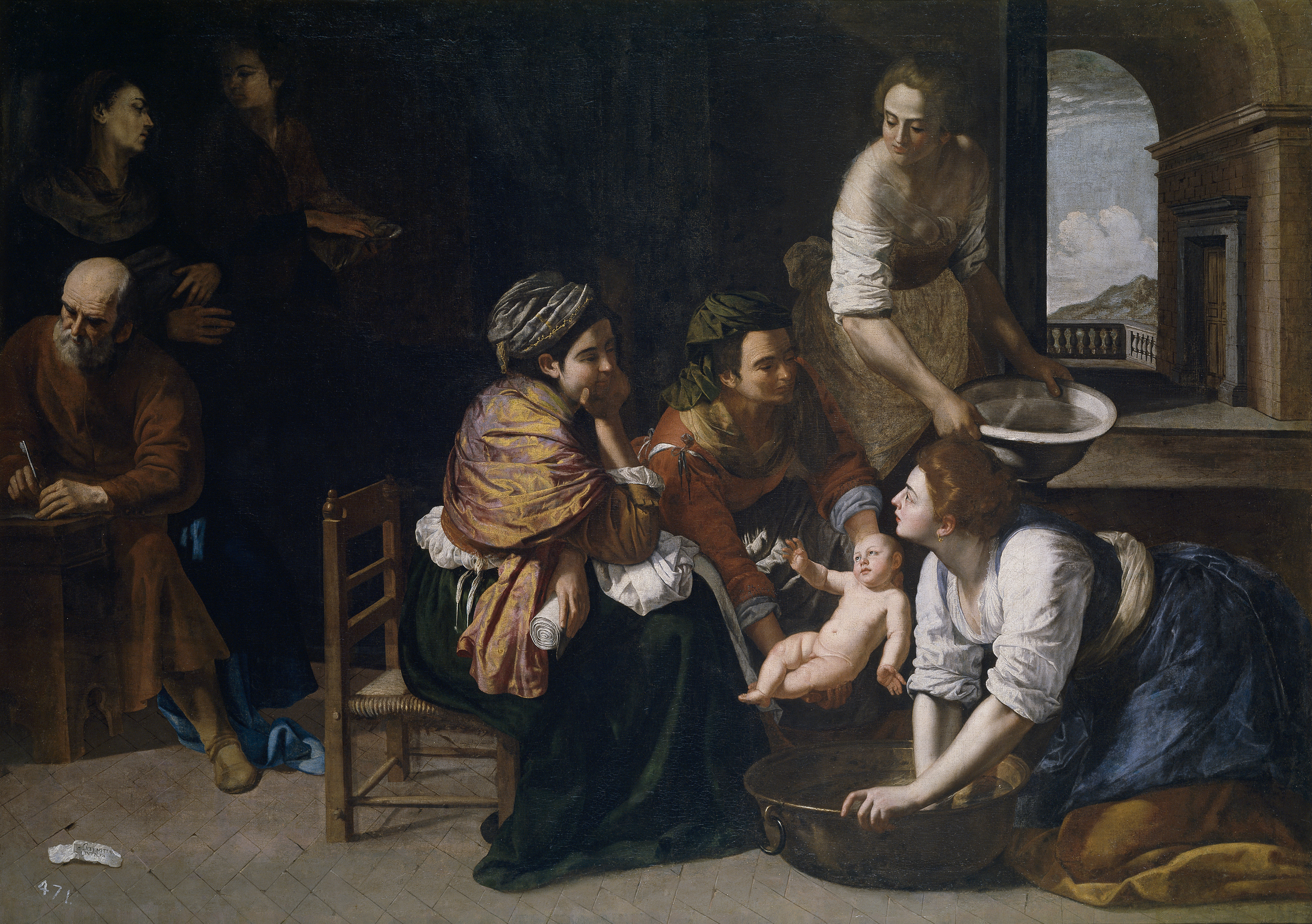
Nacimiento de San Juan Bautista, 1635 (Artemisia Gentileschi).
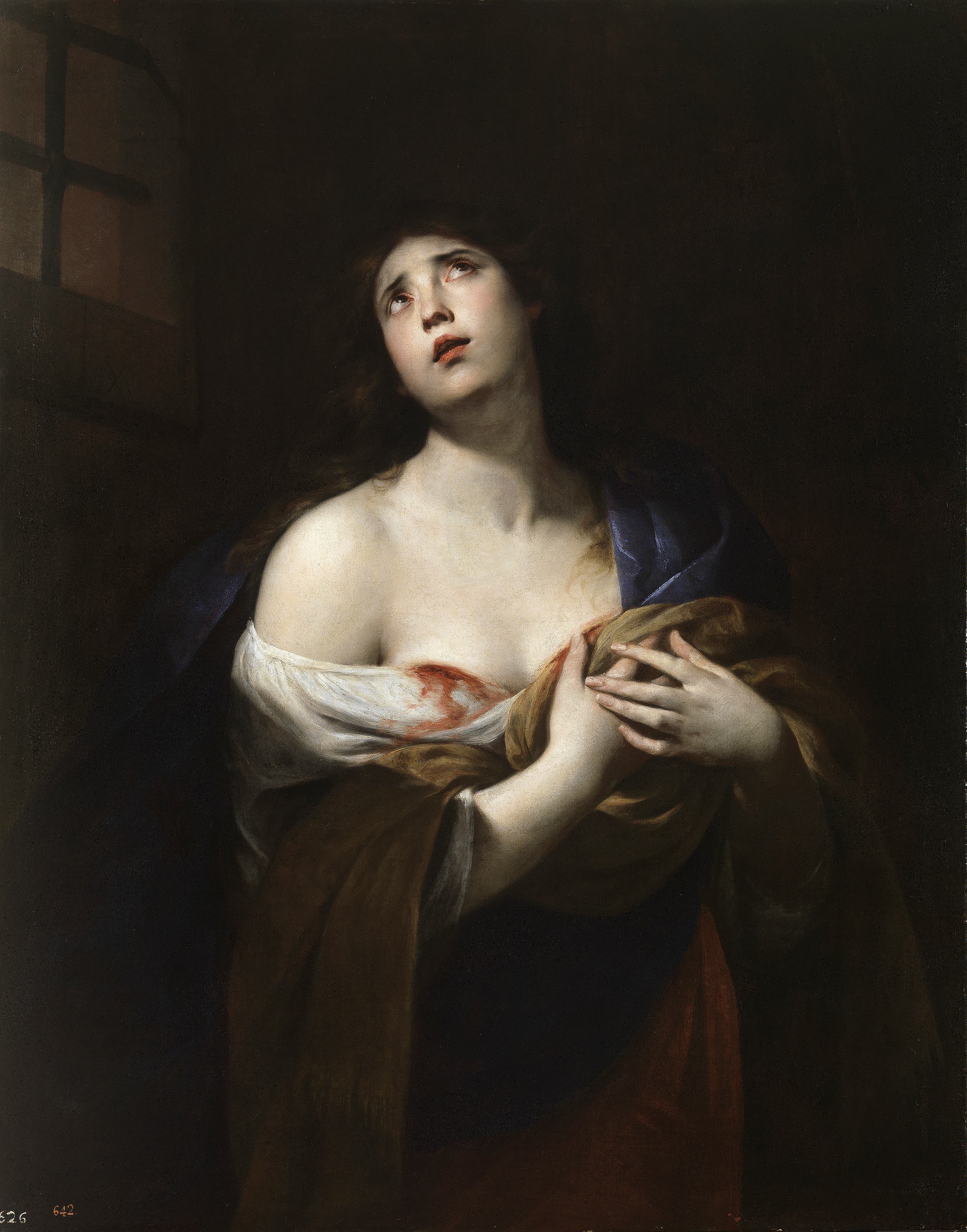
Santa Águeda, c. 1635, obra de Andrea Vaccaro.
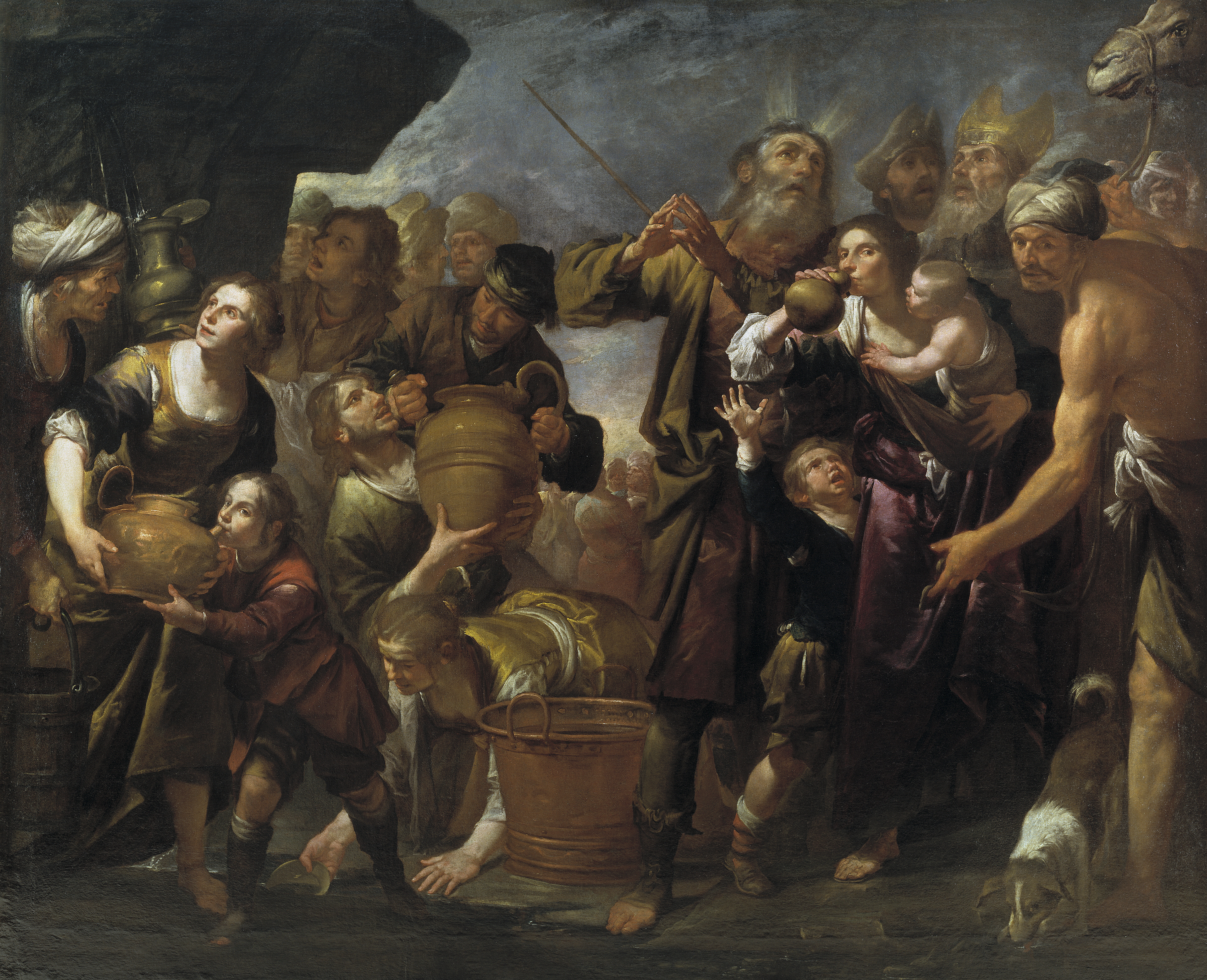
Moisés y el agua de la roca, c. 1640, de Gioacchino Assereto.
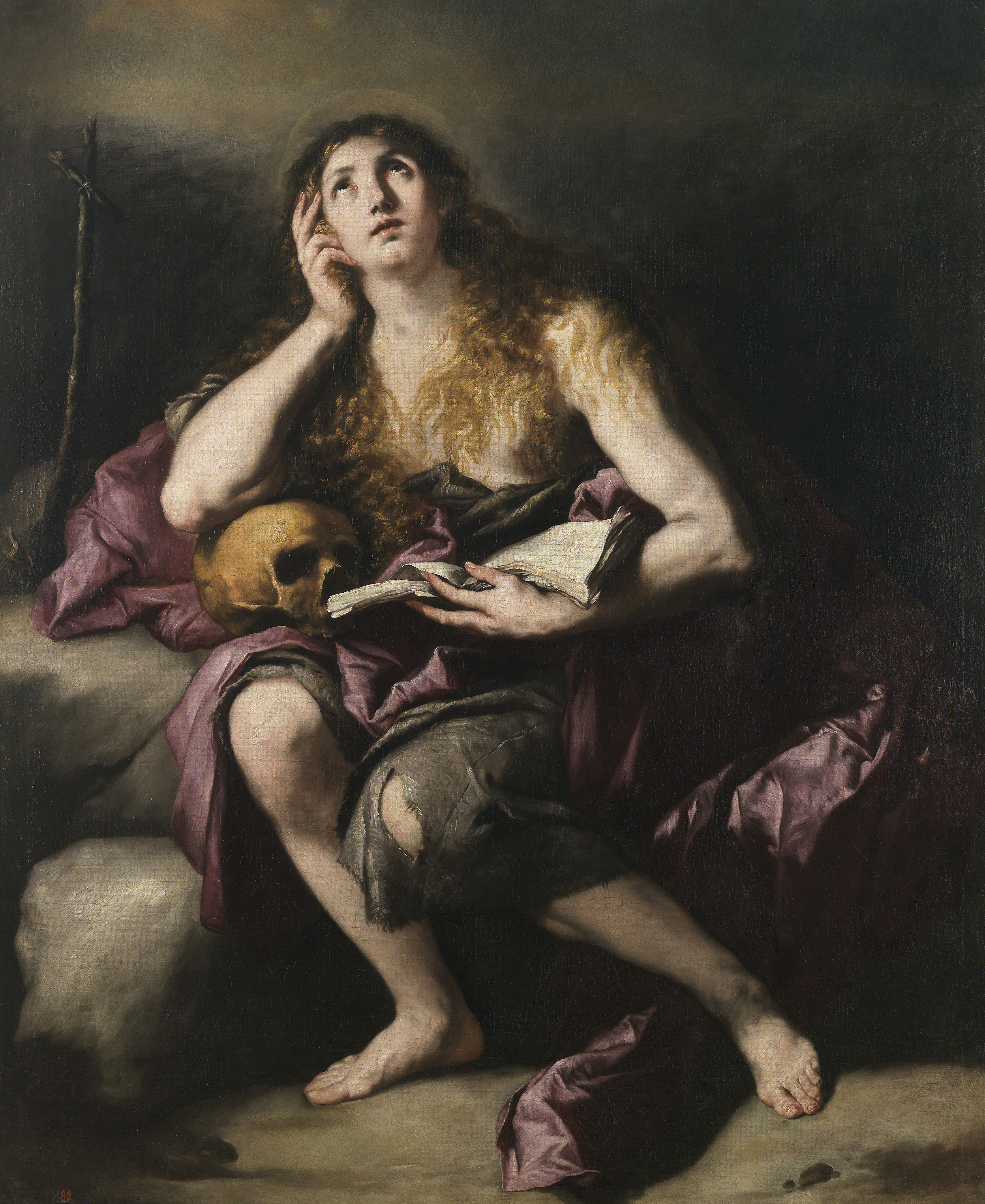
La Magdalena Penitente, por Luca Giordano, 1660-1665.